# Fiestas de la Magdalena
La Feria y Fiestas de la Magdalena (en valenciano: Fira i festes de la Magdalena) son las fiestas mayores de la ciudad española de Castellón de la Plana. Se trata de unas fiestas de carácter fundacional que conmemoran el traslado de la población de la montaña al llano que, según la leyenda, tuvo lugar el tercer fin de semana de Cuaresma de 1252 después de que el 8 de septiembre de 1251 el rey Jaime I de Aragón concediera el Privilegio del Traslado para hacerlo.
La primera edición de las fiestas en su formato actual de 9 días de duración, del tercer sábado al cuarto domingo de Cuaresma, se celebró en 1945, pero sus orígenes documentados se remontan a 1375. Durante la semana de fiestas la ciudad se transforma con la celebración de numerosos actos culturales y folclóricos acompañados de pirotecnia, música y gastronomía que muestran las tradiciones castelloneras más importantes.
En el año 2010 fueron declaradas por el Ministerio de Industria, Turismo y Comercio fiesta de Interés Turístico Internacional. Más tarde, en 2017, el acto principal y que fue origen de las fiestas, la Romería de las Cañas, al ermitorio de Santa María Magdalena ubicado en el emplazamiento del viejo Castellón fue declarada Bien de interés cultural, que posteriormente en 2024 fue ampliado para reconocer al principal elemento festivo, la gaiata.

## Fundamentos históricos

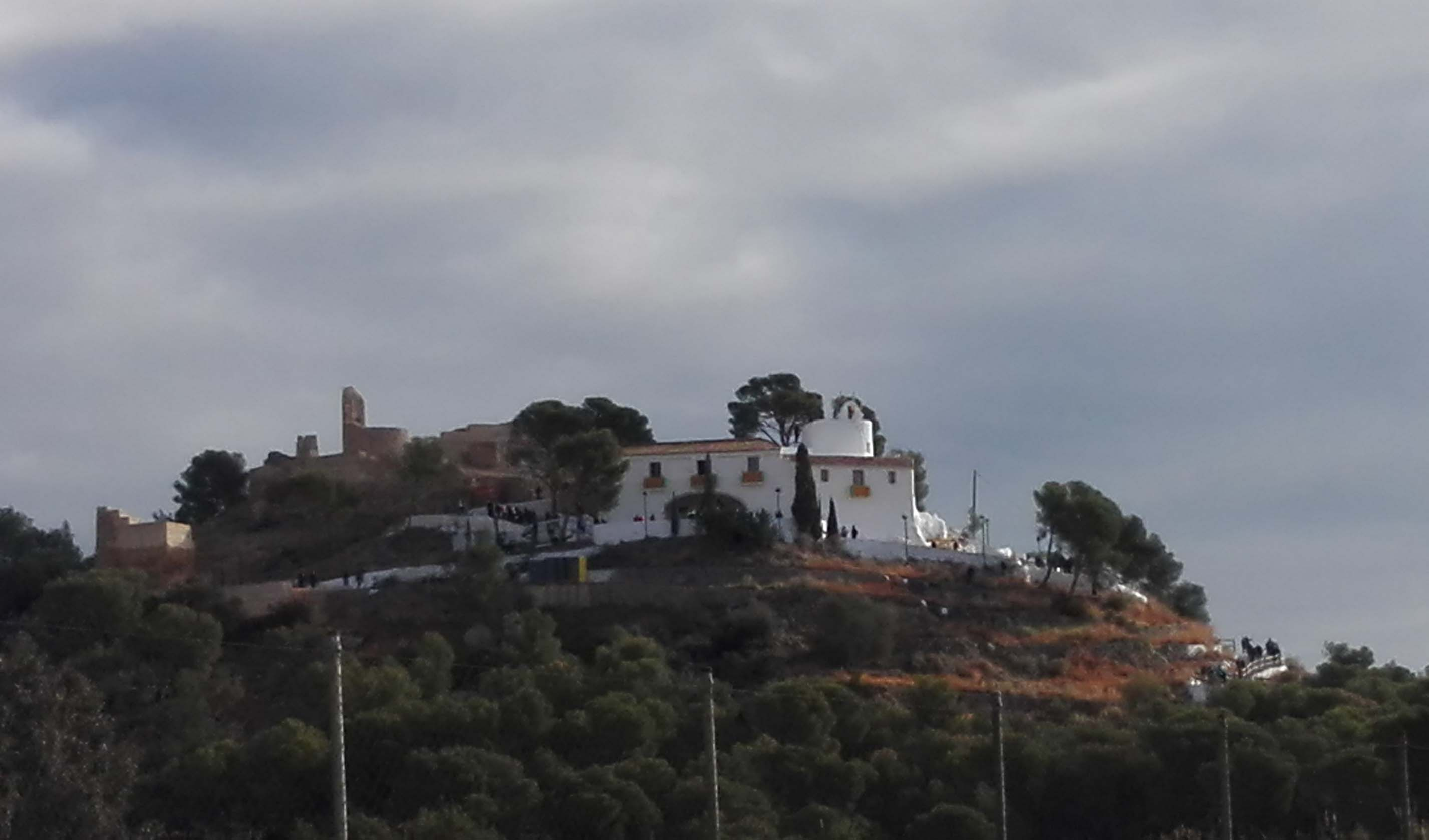
Ermita de Santa María Magdalena, y detrás las ruinas del Castell Vell

Durante la época de dominación musulmana de la península ibérica la zona de la comarca natural de la Plana al norte del río Mijares presentaba un carácter rural y poco desarrollado, dominado por un castillo que contaba con un arrabal en las estribaciones del Desierto de las Palmas a una altitud de 111 m s. n. m., y una serie de alquerías diseminadas por la llanura que se extendía a sus pies en la que destacaba la alquería de Fadrell que daba nombre a este distrito castral.
En julio de 1233, en una de las campañas destinadas a la conquista de Valencia, Jaime I logró la rendición de Burriana, que entonces era la población más importante de la zona, tras un largo asedio, poco después, entre agosto y noviembre de ese año, los diferentes castillos de la zona se rindieron a las huestes aragonesas, incluido el de Castellón que al parecer capitularía sin derramamiento de sangre.
En 1234 el rey nombra señor de Castellón a su tío Nuño Sánchez quien pone su empeño en repoblar la llanura para lo que concede una Carta puebla el 8 de marzo de 1239 en Tarragona otorgando a 54 de sus vasallos del condado de Cerdaña tierras en la alquería de Benimahomet con el objetivo de que fundaran allí una nueva población, un hecho que probablemente nunca se produjo. Unos años más tarde, en 1247 se produciría la revuelta mudéjar de Al-Azraq que acabaría provocando la expulsión de la población musulmana de la Plana. Este hecho fue aprovechado por el rey para donar tierras y casas en la llanura a nuevos pobladores, destacando las 30 que otorgó en la alquería de Benirabe, provocando el repoblamiento de la zona fértil del término y el posible despoblamiento del Castell Vell. Estas donaciones molestaron al entonces señor de Castellón Pedro de Portugal que las vio como una intromisión de su sobrino protestando con un pleito que fue resuelto por la reina Violante de Hungría en 1249, pero que se mantuvo vivo en otras de sus ramificaciones hasta 1251. En ese momento, ya con el castillo bajo su dominio, el rey concedió a su lugarteniente General del Reino de Valencia Ximén Pérez de Arenós el documento del Privilegio del Traslado fechado en Lérida, el 8 de septiembre de 1251, autorizándole para proceder a la mutatio villae, es decir al traslado de las administraciones de la villa de su antiguo aposento en el Castell Vell a su nueva localización en la Plana, con toda probabilidad al lugar donde ya residía prácticamente toda la población que de ellas dependía.
A partir de aquí se mezcla la historia con la leyenda. La costumbre sitúa el traslado de Castellón en la noche del tercer fin de semana de Cuaresma de 1252, cuando se organizó una procesión encabezada por las autoridades eclesiásticas y civiles a las que acompañó toda la población. Previendo un largo camino, los castellonenses se pertrecharon de gaiatos de los que colgaron un farol, una pieza de pan de forma circular con un agujero en el centro llamado rollo y ataron a los niños con cuerdas al gaiato para prevenir que se perdieran por el trayecto. Durante la travesía comenzó a llover, teniendo que recolectar cañas de los campos para ayudarse a superar los charcos y al hacerse de noche pernoctaron en la zona donde actualmente se encuentra el ermitorio de Sant Roc de Canet. Al día siguiente cruzaron el río Seco que venía crecido por las intensas lluvias y llegaron a la nueva villa en la que celebraron una ceremonia religiosa. Algunos expertos no descartan la posibilidad de una ceremonia de traslado solemne aunque no tan arriesgada en sus condiciones como la narrada por la leyenda popular, que hoy en día se conoce que es obra del notario del siglo XVIII José Llorens Clavell, y del Padre Vela, y que posteriormente durante el romanticismo sería perfeccionada por Arcadio Llistar Escrig.
El origen de las fiestas de la Magdalena no está en este traslado de la población, si no que estaría en una procesión penitencial en tiempos de Cuaresma con motivo de la peste, concediéndole este significado histórico a mitad del siglo XVIII.

## Símbolos

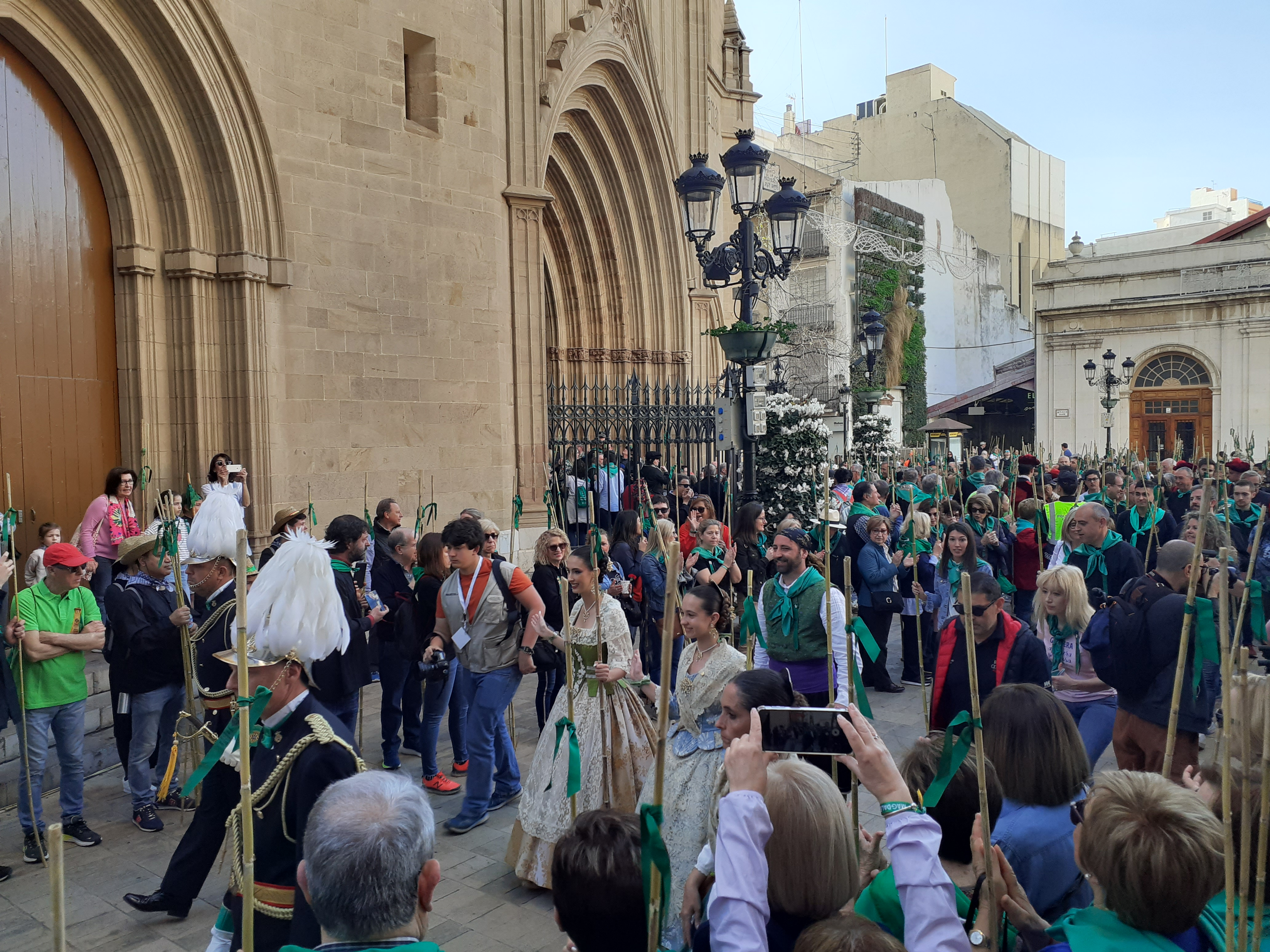
Las reinas de las fiestas de 2023 iniciando la romería ataviadas junto a todos los asistentes con las típicas cañas

La costumbre dicta que los principales y más antiguos símbolos de la fiesta vienen dados por la leyenda del traslado dado que son los elementos que usaron los moradores del Castell Vell durante la noche de su travesía hacia su nuevo hogar. Lo más seguro es que esta leyenda surgiese para dar cohesión y sentido histórico a todos los elementos que con el paso del tiempo los castellonenses encontraron necesarios para poder realizar la romería anual.

### Rollo
El rollo, en valenciano rotllo, es una pieza de pan en forma de rosca, es decir de toroide. Probablemente sea el símbolo más antiguo de las fiestas de la Magdalena y deba su origen al reparto de alimentos a los pobres de la villa al finalizar la romería en la ermita. Su presencia podría atestiguarse desde la primera rogativa de 1375. En la actualidad el ayuntamiento entrega un rollo gratuito a todos los romeros que se acerquen, con uno de los vales previamente repartidos, al punto de reparto en la explanada de la Magdalena el día grande de las fiestas, o también se pueden comprar versiones más pequeñas y dulces, al estar recubiertos de virutas de colores, para colgar en la ropa de los asistentes.

### Caña
La caña, en valenciano canya, es el símbolo de la Romería de las Cañas a la que dan nombre. Su origen, o quizás su popularización, se encuentra en el año 1852 cuando se celebra el VI centenario del traslado de la ciudad al que el ayuntamiento de la época quiso dar mayor solemnidad, aunque su uso está documentado desde el siglo XVIII. Se trata de ejemplares de Arundo donax, de los que se recogen unas 25 000 piezas cada año en cañaverales situados dentro del término municipal de Castellón, que luego son preparadas y clasificadas manualmente, para ser repartidas en el Mercado Central y la Tenencia de Alcaldía del Grao la mañana de la romería de forma gratuita.

### Gaiata

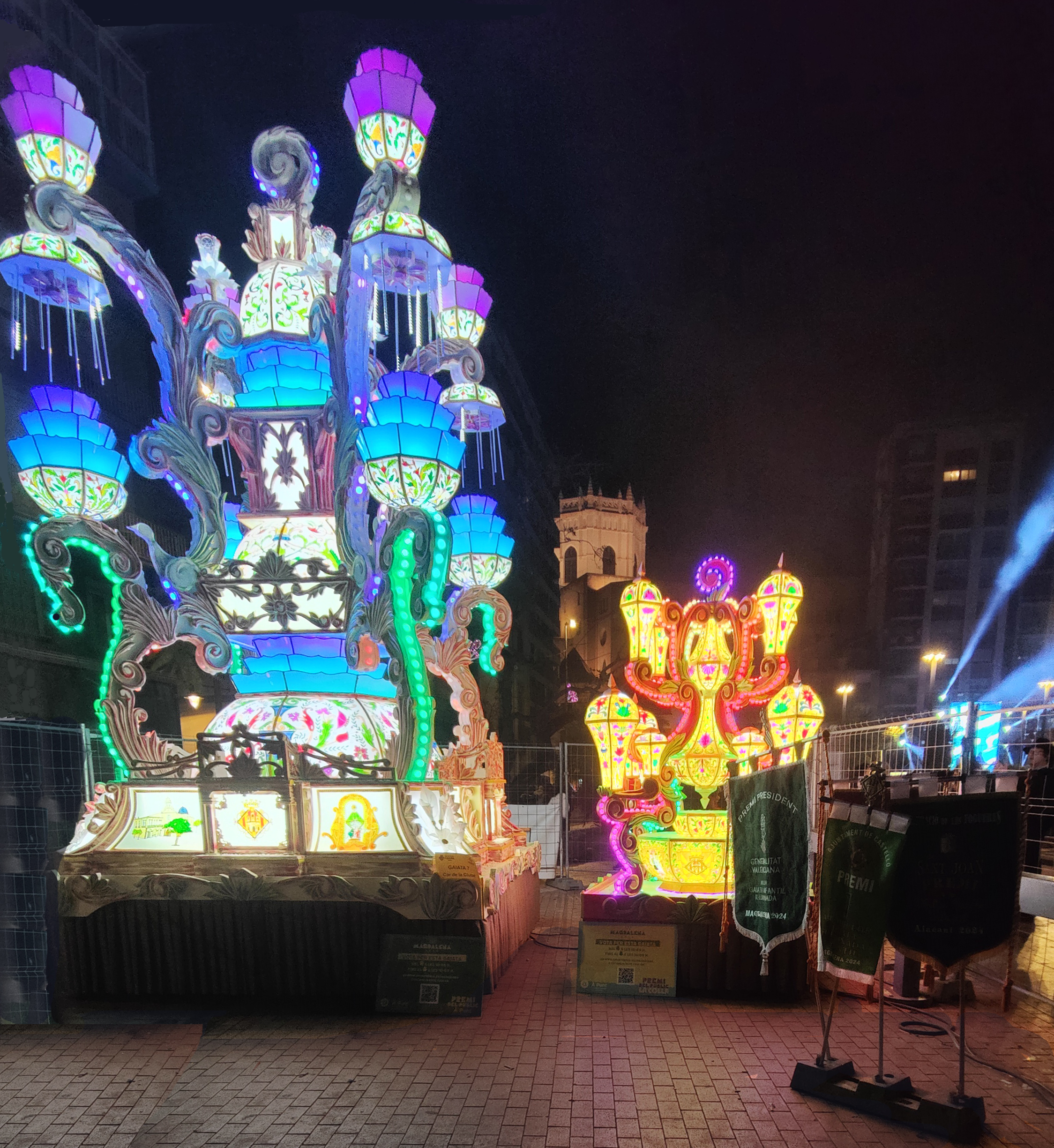
Monumentos de la Gaiata 7 de 2024, ganadoras ambas del Concurso de gaiatas y por lo tanto «Gaiatas de la ciudad» para el año 2025

La gaiata es el principal símbolo de las fiestas de la Magdalena y también de la ciudad. Su origen podría deberse a la simple acumulación de los faroles utilizados para iluminar el camino de regreso de la romería, colgados de una caña de forma creativa a la que se le acabó dando forma de báculo pastoral para recordar a un bordón de peregrino o llevados sobre una peana. A finales del XVIII la gaiata evoluciona conforme al gusto barroco, crece en tamaño y por necesidad se monta en carros, convirtiéndose así en el monumento festivo más antiguo de la Comunidad Valenciana. En el siglo XIX Juan Antonio Balbás las describe como «hermosas pirámides con gran número de luces». En este siglo la gaiata sufre una rápida evolución que se extiende hasta el primer tercio del siglo XX, se utilizan nuevos materiales como el vidrio, las antorchas y velas dan paso a las lámparas de aceite, se crean unos monumentos aún más grandes que situados en un punto iluminaban el camino de la procesión, y finalmente desaparecen los motivos religiosos por otros más profanos y artísticos o simples juegos de colores.
Con la refundación de las fiestas en 1945 la gaiata obtiene todo el protagonismo de las fiestas, convirtiéndose no solo en un monumento festero si no también en el colectivo vecinal encargado de construirlas, organizar la fiesta en el barrio y representarlo en los actos oficiales. Para esta primera edición las instrucciones oficiales para su construcción fueron muy sencillas: tenía que estar compuesta por una carcasa de líneas de luces evitando partes macizas y opacas, de forma libre, móviles o desmontables con una parte móvil. Con estas indicaciones los primeros monumentos gaiateros fueron muy dispares entre sí y muy alejados del concepto imaginado para ellas por las autoridades, siendo objeto de numerosa crítica que las comparaba con las fallas valencianas, un tipo de monumento festero que se pretendía evitar imitar. De aquí surge la definición más conocida del concepto de gaiata que fue dada por Antonio Pascual Felip: «la gaiata és un esclat de llum sense foc ni fum», «‘la gaiata es un estallido de luz sin fuego ni humo’». En 1947 el escultor Tomás Colón creó la primera Gaiata de la Ciudad imponiendo un modelo que se ha mantenido hasta la actualidad con pocos cambios. En los más de 75 años de fiestas oficiales la gaiata ha ido evolucionando con la técnica y la experiencia de sus artistas. Inicialmente se confiaba a una Batería de automóvil el suministro eléctrico pero esta limitaba el papel protagonista de la luz. En 1949 se ideó el sistema de suministro «por palos» que funcionó por más de 40 años, así cada monumento disponía de dos conexiones eléctricas que se iban relevando de palo en palo para no dejar sin energía a la gaiata y que con su mejora gradual pasando de los 125 v a los 230 v de sus últimos años permitió que, con ingenio y pericia en la electrónica, se lograsen los primeros juegos de luces que las caracterizan, así como el uso de nuevos materiales plásticos y cerámicos. En 1992 se empezaron a utilizar grupos electrógenos enganchados durante el desfile a cada monumento o par de monumentos, permitiendo que algunas gaiatas alcanzasen los 80 000 vatios sin cortes de suministro pero con gran incomodidad para los espectadores. Finalmente en 2011 se implantó la tecnología Led, que en sus modelos RGB y mediante aplicaciones informáticas permiten controlar 5000 puntos de luz de forma individual consumiendo 7000 W.
En 2017 se definió la gaiata de la siguiente manera:

La gaiata es el símbolo de la tradición y de la historia de la ciudad, de amor por los antepasados, de las Fiestas de la Magdalena, de identidad colectiva del pueblo de Castellón y de su voluntad de proyección al mundo. La gaiata es un elemento diferenciador de la cultura popular castellonense que cada año, se recrea y se comparte, desde finales del siglo XIX hasta la actualidad, mediante las gaiatas monumentales. La gaiata manumental es una interpretación libre de aquel gaiato iluminado que fue en su origen la gaiata y de la que son elementos indispensables el gaiato, la luz y el escudo de la ciudad de Castellón de la Plana. Históricamente, la gaiata monumental está destinada a desfilar en la procesión de entrada de la Tornà de la Romeria de les Canyes a la ciudad y aspira a ser una obra de arte efímero.

Además, las condiciones que deben cumplir para poder participar en el concurso anual de gaiatas, la altura de las gaiatas monumentales está limitada a entre 5 y 6 metros y su anchura a 3 m, mientras que solo se puede aprovechar menos de un 20 % de los elementos que componían el monumento el año anterior.
En 1971 se crea la gaiata infantil, con los mismos componentes y significado, limitando su altura a no sobrepasar los 3 m. Aparte de estos dos tipos de gaiatas, también existe la «gaiata de mano o individual», la más antigua de todas, que es origen de las demás. Desde 2021 también existe un concurso para promover su construcción; la «gaiata de balcón» que adorna las viviendas y los escaparates del comercio local y se construyen de forma casera; las «maquetas escolares de gaiata», fabricadas por los alumnos de los centros educativos de primaria y secundaria de la ciudad y que también pueden participar en un concurso dedicado a estas manualidades; y finalmente la maqueta de las gaiatas monumentales e infantiles creada como prototipo antes de la construcción de los grandes monumentos y que se presenta al concurso oficial para mostrar el diseño de las creaciones que desfilarán la noche del tercer domingo de Cuaresma por las calles de Castellón.
Como curiosidad, cada gaiata posee un nombre que es otorgado a su monumento por cada comisión y que se impone en el «bautizo» con cava antes de salir a la calle.

## Historia de las fiestas

### Orígenes
El Castell Vell quedaría despoblado en 1320, siendo abandonado y cayendo en ruina con el tiempo. Décadas más tarde, un documento fechado el 10 de abril de 1375 autorizaba pagar al síndico la harina con la que se hicieron las Hostias de la misa o los rollos que se entregaron como limosna a los pobres que participaron en la «professó del Castell Vell», siendo la primera noticia conocida de la romería que para Lluís Revest sería una más de las rogativas de la religiosidad medieval propias de las épocas de grandes crisis el azote de la peste, o la sequía. Entre la documentación de la celebración de ese año destacan las referencias a la procesión de entrada a la villa con cirios y gaiatas manuales. Otro documento del 17 de enero de 1390 cita la celebración de la fiesta de Santa María Magdalena, mientras que otro fechado el 14 de agosto de 1429 indica que el periodo de mantenimiento de los pozos públicos comenzó el pasado día de Santa María Magdalena, por lo que parece que estas celebraciones no fueron hechos puntuales, tal y como indican algunos estudiosos —al menos para el siglo XV—, si no una fecha señalada en el calendario local. Sin embargo, sí se conoce que existía una procesión de regreso, o tornada, que entraba en la villa portando gaiatas dedicadas a las principales alquerías medievales del término: Taxida, Almalafa, Villamarch y Fadrell; a las que en el primer tercio del siglo XV se añadiría una nueva pagada por los jurados de la ciudad de Valencia para conmemorar la extensión de los fueros a Castellón que se produjo en 1284, a la que llamarían como Gaiata del Micalet, siendo de mayor porte y más monumental que las existentes hasta ese momento.
Algunas fuentes indican que el primer templo cristiano fundado en el Castell Vell estuvo dedicado a la santa penitente de Magdala, quien posteriormente también tuvo una capilla dedicada en la primitiva iglesia Mayor de la nueva población, pero no existen datos históricos ni arqueológicos sobre esta teoría. Alrededor de 1451 un fraile eremita procedente del monasterio catalán de Santes Creus llamado Antoni, apodado el frare barbut, se instaló en los restos del castillo y comenzó a construir en uno de los aljibes una ermita dedicada a Santa María Magdalena. Unos años después el fraile debía abandonar la obra sin concluirla para trasladarse a Valencia algo que molestó al Consejo de Castellón que escribió en enero de 1453 al abad del monasterio para evitar su marcha. El 3 de marzo de ese mismo año, tercer sábado de Cuaresma de ese año dado que la Pascua cayó el 1 de abril y por lo tanto posible «día de la Magdalena», el consejo se dirigió al Arzobispo de Tarragona y al Obispo de Tortosa para pedir la concesión de indulgencias a todos aquellos que contribuyeran a finalizar la construcción. Finalmente el eremita no abandonó Castellón, y para ayudarlo ese 22 de abril se nombró un administrador. En el templo se celebraba misa desde al menos 1453, por lo que en 1454 se nombra sacristán y en 1455 ermitaño. La ermita se concluye en los primeros meses de 1456. Es de destacar que las fechas de estos apremios municipales coinciden con los del bicentenario del traslado de la villa, y pese a que no se puede concluir que el carácter principal de la celebración no fuese religioso, el contenido de dichas cartas habla del simbolismo del lugar al que se dirigían en rogativa y donde se estaba construyendo la ermita.
En 1503 el Consejo de la Villa acordó celebrar siete procesiones a causa de la sequía, una de las cuáles se encaminó al ermitorio de la Magdalena. La romería celebrada en 1560 es la primera que tiene documentada su fecha de celebración el tercer sábado de Cuaresma. Se estima que entre 1562 y 1570 las autoridades locales y el clero establecerían un voto de celebrar anualmente el tercer sábado de Cuaresma una romería penitencial para demandar ayuda material y espiritual a Santa María Magdalena, hecho corroborado en los albaranes de los gastos de la fiesta de 1572 que confirman la existencia de la promesa realizada años atrás, y que se realza con la llegada a Castellón en 1564 de una reliquia, un trozo de la cabeza según Rafael Martí de Viciana, de la santa custodiada en la iglesia de Santa María y que se sacaba en la romería.

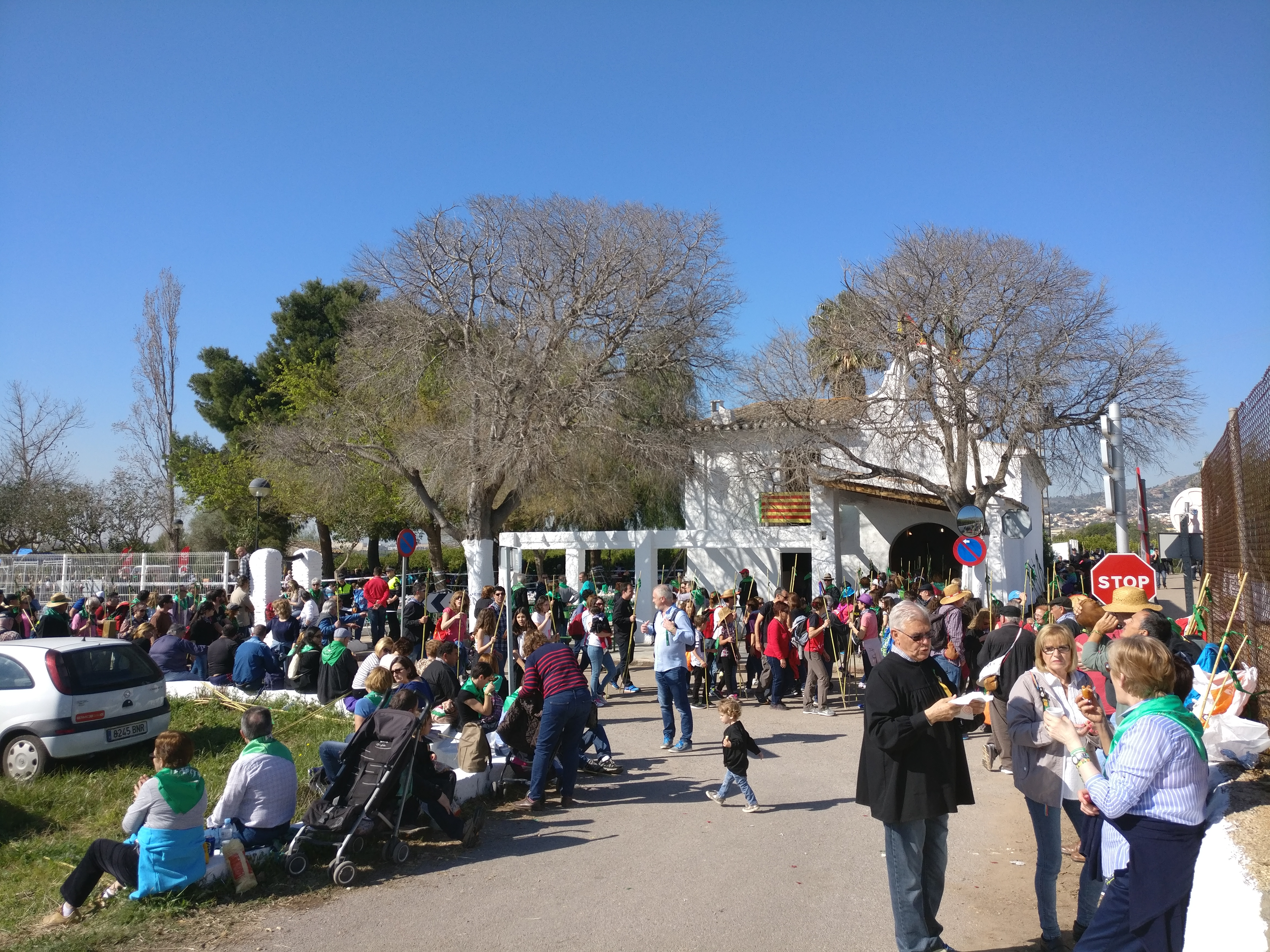
Ambiente de la romería en el entorno de la ermita de Sant Roc

En 1608 el Consejo de la villa acordó observar como festivo local el día dedicado a Santa María Magdalena. El historiador Francisco Diago recoge en 1613 el carácter popular de la romería, destacando la participación del clero, autoridades y gremios así como la celebración de una misa de limosna para los más pobres, hechos que serían los más característicos de la fiesta durante el siglo XVII. El 25 de febrero de 1652, tercer sábado de Cuaresma, se inauguró, en el camino por el que circula la romería, el ermitorio de Sant Roc de Canet, siendo desde entonces lugar de parada a mitad del camino para reponer fuerzas.
La primera y más importante de las crónicas de las fiestas del siglo XVIII la hace el notario, escribano y secretarío del primer ayuntamiento de Castellón creado tras el Decreto de Nueva Planta del Reino de Valencia de 1707, José Llorens Clavell en 1730. Él no es solo uno de los inventores de la leyenda fundacional, atendiendo que por su posición pública mostró con esta narración la consideración que las autoridades locales tenían del sentido histórico de la romería, así como detalles de cómo, a dónde y por qué todos los estamentos de la sociedad castellonense peregrinaban anualmente el tercer sábado de Cuaresma a la ermita de Santa María Magdalena donde se celebraba misa y se predicaba para después de comer bajar de nuevo al llano haciendo parada en la ermita de Nuestra Señora del Lledó, y posteriormente seguir hasta la desaparecida ermita de Sant Roc del Pla donde se esperaba al anochecer y se daba tiempo a que el clero que permanecía en la villa junto a los padres agustinos y la Cofradía de la Sangre saliesen a su encuentro en el llamado «Pla», desde donde salía la procesión que llena de luces, llamada por ese motivo «Procesión de las Luzes», que entraba al recinto amurallado por la calle Enmedio y daba la vuelta a la villa para concluir en la iglesia de la Purísima Sangre con la participación de mujeres y niñas llevando muchas luces en «gayatas» de caña ante una multitud de vecinos y foráneos. Estas gaiatas de caña que cita Llorens serían cayados de los que colgaban aros llenos de velas encendidas, junto a ellas muchos vecinos colocarían en sus balcones y ventanas luminarias como gesto de acogida a los romeros. Esta sería la última descripción de la fiesta antes de que dejase de celebrarse en 1745 debido a la ruina del ermitorio situado en el Castell Vell y la falta de fondos para financiar la fiesta.
Secularización de la fiesta
El año 1749 el ayuntamiento decide recuperar la festividad en su siguiente edición. La motivación que dio indica por primera vez que se celebraba en acción de gracias y en memoria de la translación desde la ermita a la Plana y para procurar que no se pierda la memoria del hecho. La fiesta de 1750 fue recogida por el Padre Vela en el capítulo V de su obra Idea de la perfecta religiosa en la vida de la Venerable Madre Sor Josepha María García, primera hija del real Convento de Capuchinas de la villa de Castellon de la Plana en el Reyno de Valencia, y Abadesa que murió del mismo describe toda la festividad realizada en el día destacando las actividades realizadas en la ermita, el periplo de la bajada y la entrada a la villa en procesión hasta la iglesia Mayor «muy acompañada de luces que convierten la noche en claro día». En el último cuarto del siglo XVIII tuvo lugar una constante discusión entre las autoridades religiosas y las locales apoyadas por la Cofradía de la Sangre sobre el horario en el que debía producirse la entrada a Castellón de la procesión, aduciendo los primeros los alborotos producidos en diversas ocasiones entre el público y la participación descontrolada de niñas y prostitutas disfrazadas de Magdalenas, y los segundos la mayor vistosidad de las gaiatas cuando ya ha caído la luz solar después del toque de Ave María. En 1786, tras 11 años de disputas y prohibiciones, se acuerda celebrar la entrada a la villa a las 18 horas de la tarde y prohibir el disfraz de Magdalena a las mujeres mayores de 9 años, aunque este problema se siguió dando hasta bien entrado el siglo XIX. En 1793 el día de celebración de la romería pasa a ser el tercer domingo de Cuaresma por orden del obispo de Tortosa José Salinas y Moreno y el regreso se produjo a las 16 horas de la tarde, prohibiendo realizar la tradicional parada en el ermitorio del Lledó, tal y como narra el Padre Rocafort. El cambio de día de celebración perduró en el tiempo hasta la actualidad, pero el horario de la tornada fue progresivamente retrasándose hacia horarios más nocturnos y lucidos.
Durante el primer tercio del siglo XIX el ayuntamiento considera la romería un acto religioso del que, a pesar de reconocerle su sentido de obligación cívica, decide ausentarse dejando la organización a la iglesia y a un pequeño sector de la población, no volviendo a participar de nuevo hasta 1831. Debido a las guerras carlistas en 1836 el objetivo de la romería fue el ermitorio del Lledó, y al año siguiente la fiesta fue suspendida debido a la cercanía de la guerra. En julio de ese mismo año Castellón fue asedidada por las tropas del general Cabrera, que fue vencido por los vecinos liberales que en conmemoración de ese hecho crearon, dos años, después las fiestas de la Victoria con el apoyo de las personalidades y asociaciones progresistas, republicanos y socialistas, llegando a ser más populares e importantes que la Magdalena, que se convirtió en la festividad referente de conservadores, agraristas, monárquicos y católicos.

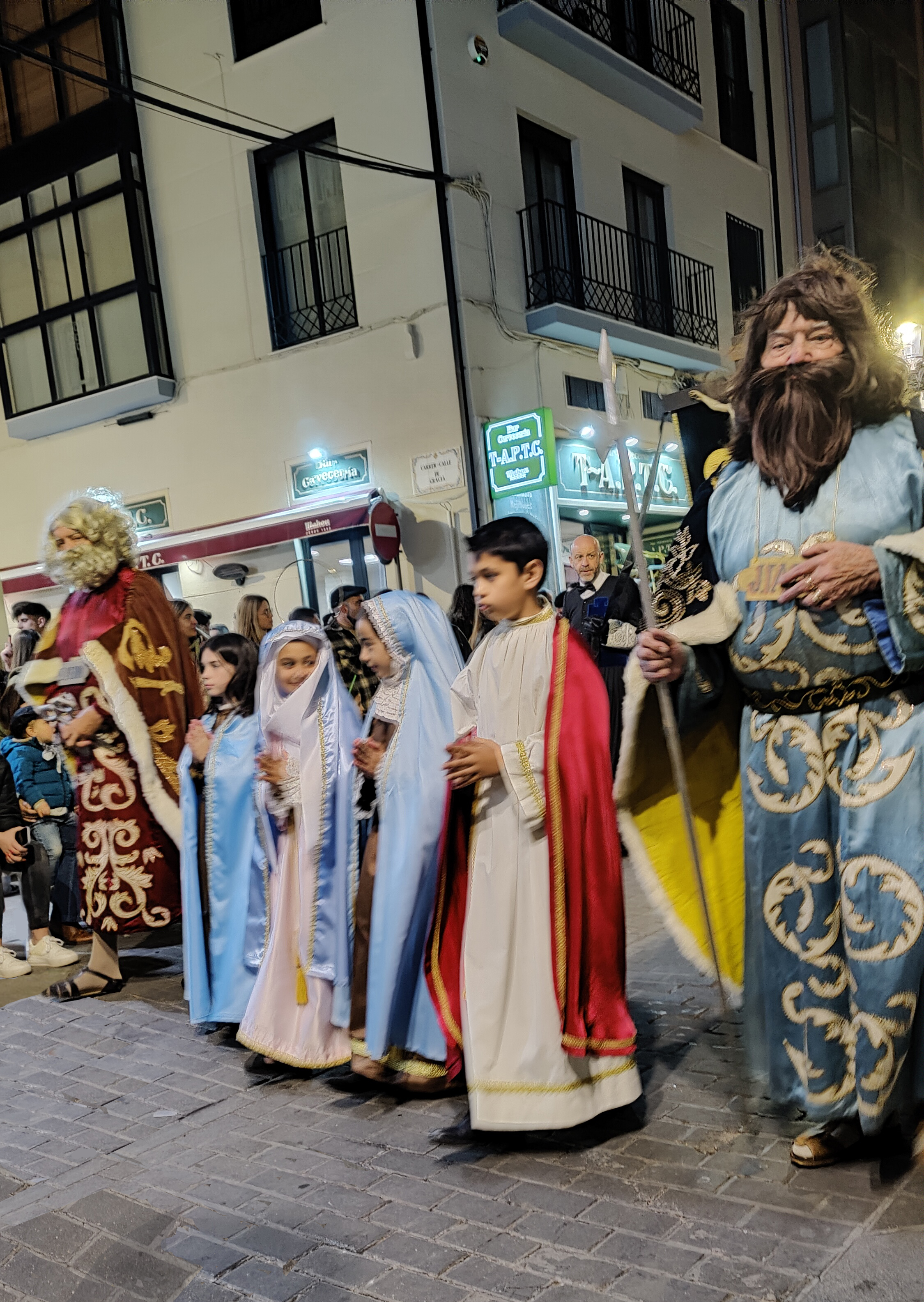
Niños que representaron Les Tres caigudes en el año 2024

En 1850 Pascual Madoz describe en su Diccionario geográfico-estadístico-histórico de España y sus posesiones de Ultramar la romería en memoria de las traslación de la población al llano, destacando la procesión penitencial compuesta por ayuntamiento y parte del clero portando todos ellos una caña de 3 varas de alto en memoria de la que los moradores del antiguo Castellón llevaban al trasladarse a la nueva población, la misa ofrecida en la ermita y la alegre y pacífica comida que los vecinos organizan en pequeñas cuadrillas en el campamento improvisado que instalan en la llanura al pie del monte y que a primera hora de la tarde desaparecía para trasladarse al ermitorio del Lledó donde se celebra un porrate al que también acude la parte de la población que no había subido a la Magdalena; continúa narrando que al anochecer se vuelve a la ciudad donde el resto del clero les espera junto a dos doncellas representando a la Virgen María y a la Magdalena para dar paso a una «lucida y sorprendente» procesión que va por las principales calles hasta la iglesia de la Sangre formada por 400 o 500 parejas de niñas que en acto de penitencia llevan uno de los símbolos de la Pasión de Cristo en una mano y una vela encendida en la otra intercaladas entre todas ellas unos «cipreses» iluminados con centenares de luces denominados «Gayates» en cuyo interior se ve a la Magdalena en acto de penitencia. Tras unos años sin celebrarse, el año 1852 era el del VI centenario del traslado de Castellón a la llanura, por lo que la romería volvió a resurgir, ahora con el sentido de que era en memoria de un hecho histórico al haberse impuesto entre la sociedad castellonense el relato legendario popular. Para dar más realce a la primera conmemoración de este tipo el ayuntamiento presupuestó unos gastos de 12 600 reales, e introdujo numerosos cambios en la composición de las procesiones matutina y nocturna, que finalmente tuvieron que celebrarse el fin de semana siguiente debido a las malas condiciones climatológicas del tercer domingo de Cuaresma. Dos años después el ayuntamiento mandó construir 14 nuevas gaiatas porque gustaban mucho a la ciudadanía.
En 1865 un acuerdo municipal decidió construir una gaiatas con vidrios de colores iluminados por cirios verdes que se distribuyeron por el camino de la procesión de regreso. En 1873 es Bernardo Mundina quien describe la romería, destacando no solo el alboroto festivo en los alrededores del ermitorio, si no también incidiendo en el uso generalizado de la caña verde «que simboliza el báculo de los antiguos pobladores cuando se trasladaron de aquel monte donde moraban al llano que hoy ocupan», así como dando una novedosa descripción de las «gayatas» acorde con los cambios realizados años atrás, y hablar de los carros triunfales donde se representan escenas de la vida de Santa María Magdalena, finalizando con la descripción las figuras conocidas como les Tres caigudes, tres niñas representando a la Virgen, San Juan Evangelista y María Magdalena que procesionan delante del crucificado de la Cofradía de la Sangre portado por los caballeros de la ciudad que cerraban la procesión. La primera referencia a la celebración de una feria coincidiendo con las festividades de la Magdalena es de 1877 y el lunes 5 de marzo de 1888 se celebra la primera corrida de toros con motivo de la Magdalena, convirtiéndose en pocos años en el acto más importante de la fiesta atrayendo a numerosos visitantes de otras localidades atraídos por las ofertas en los billetes de tren ofrecidos por la Compañía del Norte. Para finales del siglo XIX los comercios permanecían abiertos el domingo de la romería y cerraban al día siguiente, cuando se aprovechaba para celebrar los actos más lúdicos de las fiestas.
El siglo XX empieza con varios aplazamientos debido al mal tiempo el día señalado. En 1905 la corrida de toros pasa de celebrarse en la tarde del domingo. En 1907 el ayuntamiento autorizó a los feriantes valencianos plantar una falla en el real de la feria al coincidir la Magdalena con el día de San José; en 1921 dos sociedades locales hicieron lo mismo plantando sendos monumentos falleros, pero pese a los esfuerzos de la Peña Fallera con el apoyo de Lo Rat Penat, las fiestas josefinas no cuajaron en la capital de la Plana. En 1913 Carlos Sarthou es el último cronista que narra las fiestas anteriores a la guerra civil haciendo hincapié en el simbolismo de la «gayata» y las cañas dado el relato tradicional del traslado, así como estableciendo el marco temporal a la feria, de la que dice se inauguraba tras la procesión nocturna y se extendía por una semana, que posteriormente se iría alargando hasta el Lunes de San Vicente —lunes posterior al Lunes de Pascua—. Para el año 1914 se prepara un importante programa de actos que abarca desde el sábado 14 al lunes 23 de marzo con el objetivo de revitalizar las fiestas que llevaban años en decadencia, así mismo aparecen las llamadas «gaiatas corporativas» patrocinadas por entidades locales como el Círculo Mercantil, la Cámara Agrícola, el Gremio de San Isidro, el ayuntamiento o el regimiento militar Tetuán XIV entre otras, diseñadas por reconocidos artistas como Vicente Castell, pero una pelea entre republicanos y conservadores a la salida de la romería provocó que no todos los nuevos monumentos se estrenaran esa noche. Tras ese intento la fiesta vuelva a decaer en los años sucesivos y en 1917 el ayuntamiento republicano suprime la romería, que pasa a ser organizada por el clero, al igual que al año siguiente poniendo de excusa la Primera Guerra Mundial. Con las fiestas en tela de juicio la prensa convoca una reunión con las personalidades más involucradas en las tradiciones de la ciudad para hacer resurgir la festividad, entre otras cosas proponen la creación de una corporación independiente de política e iglesia llamada «els Malaeneros» dedicada a organizar todos los actos que finalmente no se llega a constituir. En 1919 el gobierno local vuelve a la romería y organiza una nueva semana de fiestas, desde el domingo 23 al domingo 30 de marzo. En 1924 se restauraron las gaiatas más antiguas y se recuperó la figura de las «xiquetes del meneo». En 1926 a la procesión nocturna le sigue un desfile de moros y cristianos ampliamente criticado por la prensa. En 1929 el ayuntamiento propone que cada barrio de la ciudad construya su propia gaiata pero la idea no recibe apoyo y es abandonada. Para las fiestas de 1931 se construyen nuevas gaiatas y se finaliza la fiesta de forma oficial con una gran traca recorriendo las principales calles de Castellón rematada por un castillo de fuegos artificiales.
El advenimiento de la Segunda República provoca que las romerías de esos años sean laicas. En 1932 se decide no invitar al clero, en 1933 se traslada la romería al lunes y en 1934 no se abren las puertas del ermitorio pese a que su propiedad es municipal. Se eliminaron las figuras religiosas de la procesión nocturna que fueron sustituidas por una retreta militar, mientras que los carros triunfales representando escenas de la vida de Santa María Magdalena son sustituidas por carrozas civiles entre las gaiatas. En 1935 se celebró, de nuevo, un acto el sábado por la tarde, un desfile de los danzantes del Corpus Christi, mientras que la iglesia organizó en el templo arciprestral en el horario del desfile nocturno, el oficio religioso correspondiente a la festividad, en un capítulo más del pulso que las autoridades civiles y religiosas mantenían por las fiestas. Tras las fiestas de 1936, «Dos castelloneros» anónimos, que posteriormente uno sería identificado como Enric Soler i Godes y el otro se supone que fue Emilio Calduch, escriben el 13 de abril un artículo en el Heraldo de Castellón llamado «Las fiestas de la Magdalena. La obra de todos.» en el que proponían en nombre de la opinión pública manifestada desde hacía años, unas fiestas «dignas que sean la máxima atracción para el visitante foráneo, con la potenciación de lo que se considera como su núcleo propio y original:las gaiatas» con una duración mínima de tres días en el que el sábado se celebraría una cabalgata alegórica con los danzantes del Corpus; y el domingo, lunes y martes se celebraría la fiesta de las gaiatas, en el que cada calle o federación de calles, así como entidades privadas, construirían su propio monumento —calcularon entre 80 y 100 gaiatas creadas en toda la ciudad—, organizados en tres secciones: las llevadas en carro o camión, las que portarían varias personas y la que podría llevar un solo hombre, desfilando acompañadas de música por un recorrido diferente cada año. Este artículo fue revolucionario y en el número siguiente del periódico su propietario y director José Castelló y Tárrega firmó una respuesta calificando de «felicísima orientación» la propuesta, señalando su carácter histórico y tradicional, la indignidad de la retreta militar y apuntando a la necesaria colaboración del ayuntamiento en su creación. El 11 de mayo de nuevo los dos articulistas anónimos aparecieron en el mismo medio apelando al «deber de ciudadanía para hacer resurgir la tradición», urgiendo a la creación de las primeras 8 comisiones, además de señalar la fuente de ingresos que supondría para la ciudad haciendo paralelismos con lo ocurrido con otras fiestas tradicionales exitosas en toda España preguntándose si Castellón sería la «mancha negra del País Valenciano» sin crear unas fiestas populares que además no necesitarían copiar nada de otras ajenas. El estallido de la guerra civil a los pocos meses conllevó la suspensión de las fiestas en 1937 y 1938.
En junio de 1938 la ciudad fue tomada por las tropas franquistas. Para conmemorar ese hecho, y tras prohibir las fiestas de la Victoria por su carácter político contrario al nuevo régimen, se inventaron las fiestas de la Liberación, a las que se pretendió dar el carácter de fiestas mayores, refundiendo en ellas los actos con menor carácter político de las anteriores fiestas, así como otras festividades tradicionales de origen local y actos de nueva creación ajenos al marcado carácter de exaltación de la dictadura que tuvieron esas fiestas.
En 1939 se vuelve a celebrar la Romería a la Magdalena con la participación del componente religioso que salió de la iglesia de San Agustín y volvió a la ciudad por el mismo camino que en la mañana, mientras que a esas mismas horas en las playas del Grao se celebraba una revista militar con tropas procedentes de toda la Zona sublevada. Por la tarde se celebró una corrida de toros y por la noche un desfile de la FET y de las JONS junto a los militares participantes en el acto castrense de la mañana, las cofradías religiosas y algunos elementos tradicionales de esta procesión, pero sin la presencia de alguna gaiata. Para resaltar este hecho, una vez transcurridas las fiestas, se publica el libro de Emilio Calduch La Magdalena. Antecedentes históricos donde se recuerda el significado histórico de la fiesta, se hace un repaso a celebraciones anteriores a la guerra, se recuerda el protocolo tradicional de la romería, se narran las fiestas del año en curso y se confirma el futuro más inmediato de la Magdalena. Al año siguiente las fiestas contaron con la visita del general Antonio Aranda que tomó Castellón para los sublevados año y medio antes, se amplió el número de festejos taurinos, se instaló una feria de atracciones, y se crearon nuevos monumentos gaiateros del tipo «corporativo». En 1941 dejó de celebrarse la Tornà para poder asistir a los toros. Ese año y durante los 3 siguientes, uno de los momentos más esperados era el Cartel radiofónico sobre las fiestas de la Magdalena emitido en Radio Castellón promovido por la Dirección Provincial de Propaganda, en la que importantes personalidades como Manuel Segarra, Ángel Sánchez Gozalbo, Carlos G. Espressati o Matilde Salvador entre otros junto a elementos del Frente de Juventudes y de la Sección Femenina aleccionaban a los oyentes sobre la historia y la cultura locales acompañados de música tradicional o de las nuevas creaciones de la compositora, todo ello en lengua valenciana. En 1942 se estrenó en el Teatro Principal la ópera de marionetas obra de Matilde Salvador La Filla del Rei Barbut, teatralización de la novela Tombatossals de Josep Pasqual Tirado, para la que se hizo una importante labor de recuperación de la indumentaria tradicional castellonense que estrenó sus primeros modelos en esta ocasión. Finalmente las de 1943 fueron la última edición de las fiestas de la Liberación franquista debido a su nulo acogimiento entre los vecinos de Castellón y al giro en la posición del gobierno español tras los últimos acontecimientos producidos en la Segunda Guerra Mundial y la presión que los aliados ejercían sobre Francisco Franco. Durante esta época las crónicas periodísticas se centraban en resaltar el carácter religioso de la fiesta y en reprender las actitudes festivas de los romeros.

### Refundación

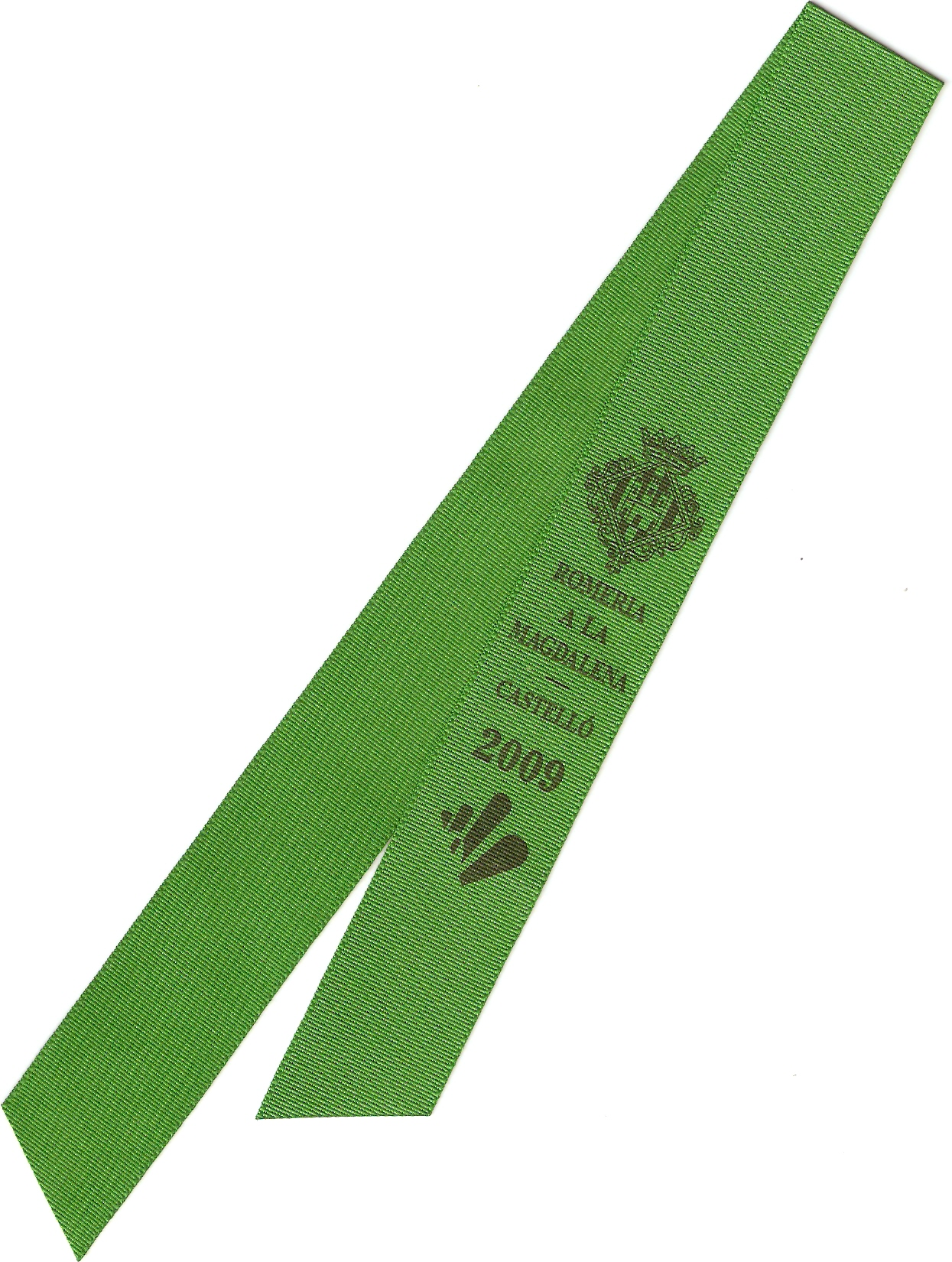
Cinta típica usada como símbolo de las Fiestas

Durante el primer franquismo la composición del Pleno del Ayuntamiento de Castellón no recibió gran influencia de la Falange debido a la falta de cuadros del partido único en la ciudad y la colocación por parte de Ramón Serrano Suñer de amigos como concejales. El alcalde José María Casado Pallarés, que gobernó entre 1942 y 1944 fue el primero con el carné de la FET y de las JONS, aunque en minoría en el pleno; le siguió Benjamín Fabregat entre 1944 y 1947, con carné pero sin poder en la estructura del partido único, provenía de la antigua Derecha Regional Agraria y sus condiciones personales —nacido fuera de la capital, dos veces viudo y con un hijo fallecido en la infancia— lo mantuvieron alejado de las confrontaciones políticas. Así los primeros ayuntamientos posteriores a la guerra civil estuvieron dominados por las mismas clases que los previos a la república: católicos, independientes, empresarios, derechistas, conservadores y valencianistas, con algún tradicionalista y carlista en minoría. Esta composición fue la mayoritaria hasta 1947 cuando se nombró alcalde a Carlos Fabra Andrés y el pleno se compuso por primera vez con personalidades fieles al Movimiento Nacional.
Es en este contexto político, no sin grandes discusiones previas de carácter político, social y cultural, en septiembre de 1944 el alcalde Fabregat anuncia la intención oficial de refundar las fiestas de la Magdalena para convertirlas en las fiestas mayores de Castellón, el 15 de noviembre convoca una reunión con destacadas personalidades de la cultura castellonense de diversa ideología política a los que encarga la organización de las fiestas, que fueron aprobadas el 23 de ese mes y que condujeron a la fundación de la Junta Central de Festejos el 3 de diciembre presidida por el concejal José Miazza, Carlos Murria como secretario y con vocales como Carlos G. Espressati, Bernat Artola o Eduardo Codina Armengot entre otros. Triunfaban así las ideas de la Sociedad Castellonense de Cultura, cuyos miembros también eran concejales o vocales de la junta, imponiendo el mito historicista de la ciudad y borrando definitivamente al mito liberal de las fiestas de la Victoria, derrotado políticamente en la guerra y ahora también de forma cultural. La Magdalena además se mostraba como la herramienta más interesante de legitimación del régimen franquista en la sociedad de Castellón, pese a los constantes llamamientos oficiales a la reconciliación y hermandad entre facciones para dejar atrás la guerra y sobreponerse a la posguerra entre los que se refundaron las fiestas.
Las nuevas fiestas de la Magdalena se organizaron de forma centralizada y jerárquica con el objetivo de mantener controlada a la población, a semejanza de las Fallas de Valencia, a quienes se copiarian incluso los estatutos de la Junta Central Fallera. Se dividió la ciudad en 12 sectores donde se formó una comisión —inicialmente presidida por una gran personalidad nombrada por el ayuntamiento— encargada de la construcción de la gaiata monumental y la celebración de fiestas en el espacio urbano. Igualmente, a imitación de las fiestas josefinas, se decidió nombrar en representación oficial de la ciudad a una mujer elegida de entre las familias dominantes y afectas al régimen como «Reina de las fiestas» y a otras tantas como «Damas de la ciudad» que ayudara a reforzar los estereotipos femeninos propugnados por el franquismo entre la sociedad, cada sector gaiatero imitaría esta representación nombrando a su propia «Madrina» y damas. La primera reina fue Carmen Abriat hija del capitán general de la III Región Militar de Valencia Miguel Abriat, mientras que la segunda fue Lupita Andino, hija del gobernador civil de la provincia José Andino, ninguna de ellas nacida en Castellón. Otros aspectos de las nuevas fiestas, como la duración de 9 días, los actos más lúdicos y la extensión de la feria taurina, serían copiados directamente de las fiestas de la Victoria. Otros actos serían completamente nuevos y originales.
Gran parte de las tareas de refundación de la Magdalena se llevaron a cabo en la rebotica de la farmacia de Manuel Segarra Ribés, un destacado amante de la historia, la cultura y las tradiciones locales. De su mente nació, ampliamente planificado con dibujos y dos «ensayos» el año anterior, el acto más emblemático de todos los creados para las nuevas fiestas: la Cabalgata del Pregón; un acto que recorre las principales calles de la ciudad presentando la historia local, el folclore de los municipios de la provincia. potenciando la idea decimonónica de este concepto administrativo, así como de la capital, incluyendo los principales hitos etnológicos de la misma, y que concluye con la lectura del Pregón. También fue este grupo el que tuvo que salir a defender el concepto de gaiata como monumento de la luz cuando algunas comisiones publicaron su intención de quemar sus monumentos la última noche de fiestas, destacando la publicación el 4 de marzo de 1945 del artículo «La última Gayata» en El Mediterráneo por Carlos G. Espressati que motivó una reunión de ultimísima hora de la Junta Central de Festejos el 10 de marzo en el que se acordó que finalmente ninguna gaiata sería pasto de las llamas la noche siguiente.
Finalmente los 40 actos oficiales de las nuevas fiestas de la Magdalena comenzaban a las 17:30 horas del 3 de marzo de 1945, momento en el que salía a las calles la Cabalgata del Pregón, que culminaba con el bando escrito por Carlos G. Espressati, con gran acogida por parte del público y de la crítica periodística. Al día siguiente la romería atrajo a numerosas personas y por la noche desfilarían, por primera vez, detrás de «gaiatas corporativas», los monumentos de los 12 sectores gaiateros recién creados, parte de ellos u otra construcción similar, junto a sus comisiones y representantes arropados por los vecinos de la ciudad. El primer concurso de gaiatas de la historia no entregó todos los premios previstos debido a la diferencia de criterios a la hora de establecer cómo debía ser el monumento, pero dejó como claro ganador al sector n.º 11 y en segundo lugar a la Gaiata 9. El resto de la semana de fiestas lo coparon actos como la celebración de un certamen literario en valenciano del que, entre otros, se escogió una marcha musical que representara a la ciudad obra de Matilde Salvador; actos de caridad hacia los vecinos pobres, corridas de toros, carreras de caballos, eventos deportivos, cuatro espectáculos de Celia Gámez, y un festival pirotécnico. Este programa oficial que a ojos actuales se considera «pobre», fue ampliamente mejorado por las festividades que cada gaiata organizó en su sector. las fiestas fueron un gran éxito popular pero fueron ampliamente criticadas por el arcipreste de la iglesia Mayor Joaquín Balaguer, que veía en los bailes celebrados en la plaza Mayor un incumplimiento del sexto Mandamiento.
1947 fue un año de varios cambios en el programa respecto al inicial y se introdujeron varios elementos que se mantienen hasta la actualidad: se introduce la figura de los clarines de la ciudad interpretando la Marxa del Rei Barbut de Matilde Salvador que más tarde sería proclamada Marcha de la ciudad; se estrenó el actual Pregó escrito por el poeta Bernat Artola, que agradó a la población y se convirtió en discurso permanente desechando la idea de escribir uno nuevo cada año; se trasladó la ofrenda de flores al jueves de Magdalena para darle más realce debido a que el primer sábado de la fiesta tras la cabalgata era muy tarde y de noche y apenas acudían espectadores hasta la ahora Basílica.
En el año 1952 se celebró el séptimo centenario de la fundación de Castellón. Para conmemorarlo el Ayuntamiento pretendió oficializar la Bandera de la ciudad diseñada en los tiempos de la República, pero el gobierno franquista no lo permitió al contener las Barras de Aragón, por aquel entonces un símbolo prohibido, sin embargo se permitió el uso del color verde de la bandera, así se creó un estrecho pendón verde del que colgaban borlas amarillas y rojas que se exhibió en la cabalgata del Pregón y las cintitas verdes que son el símbolo más popular de la fiesta en la actualidad.
Democratización de la fiesta
Crisis política y suspensiones
El 10 de marzo del año 2020 las Fiestas de la Magdalena fueron suspendidas por la Generalidad Valenciana como media preventiva para frenar la expansión de la epidemia por coronavirus. El gobierno valenciano ante el impacto económico que supone la cancelación de las fiestas, indicó la posibilidad de aplazarlas.

### Fechas de celebración
Es una característica singular de las fiestas de la Magdalena el que cada año cambian de fecha, aunque siempre se celebra entre los meses de febrero, marzo y abril. Esto es debido a que el día fijado para la celebración de la Romería a la Magdalena fue primero el tercer sábado de Cuaresma y posteriormente el domingo siguiente. El motivo de elección de esa fecha, que al parecer ya se produjo en las primeras ediciones documentadas de la peregrinación en la Baja Edad Media, aunque por aquel momento la fecha no parece que fuese fija, se debe al carácter penitencial de las primeras rogativas, dirigidas a una santa penitente en un tiempo que el año litúrgico cristiano reserva para la oración por el perdón de los pecados, a su vez el que se celebre en la mitad de la duración de este periodo está relacionado con las conocidas como «fiestas de Mitad Cuaresma», un periodo de relajación por parte de la población de las estrictas normas religiosas impuestas para este ciclo religioso. Posteriormente la tradición fijó como fecha para el traslado a la llanura de la población el día en el que la población solía hacer esta romería anual.
A su vez la Cuaresma es el periodo de 40 días que comienza el Miércoles de ceniza y finaliza el Domingo de Resurrección dando inicio a la Pascua, una fecha fijada como el domingo posterior al primer jueves de luna llena de la primavera, una día que puede situarse entre el 22 de marzo y el 15 de abril y que se calcula mediante una fórmula matemática llamada Computus. En 2015 el papa Francisco propuso abiertamente a la Iglesia católica y a la Iglesia ortodoxa unificar las fechas de la Pascua en el mismo domingo del mes de abril. Este cambio hubiera afectado a las fiesta de la Magdalena al otorgarle una fecha más estable en el calendario, por ello los principales colectivos festeros, económicos, políticos y religiosos de Castellón valoraron positivamente la intención del sumo pontífice e indicaron que lo ideal sería que el Domingo de Resurrección fuera siempre el tercer domingo del mes de abril, lo que permitiría mantener la tradición de la Cuaresma sin coincidir con las fiestas josefinas, al celebrarse las fiestas castellonenses a finales de marzo, supuestamente con una mejor climatología. Esta unificación no se produjo, manteniendo la tradición ancestral. Así, el tercer domingo de Cuaresma durante el siglo XXI caerá en las siguientes fechas:
| Década | Año           | Año         | Año           | Año           | Año           | Año           | Año           | Año           | Año           | Año         | Año |
| ------ | ------------- | ----------- | ------------- | ------------- | ------------- | ------------- | ------------- | ------------- | ------------- | ----------- | --- |
| Década | 0             | 1           | 2             | 3             | 4             | 5             | 6             | 7             | 8             | 9           |     |
| 2000   | —             | 18 de marzo | 3 de marzo    | 23 de marzo   | 14 de marzo   | 27 de febrero | 19 de marzo   | 11 de marzo   | 24 de febrero | 15 de marzo |     |
| 2010   | 7 de marzo    | 27 de marzo | 11 de marzo   | 3 de marzo    | 23 de marzo   | 8 de marzo    | 28 de febrero | 19 de marzo   | 4 de marzo    | 24 de marzo |     |
| 2020   | 15 de marzo   | 7 de marzo  | 20 de marzo   | 12 de marzo   | 3 de marzo    | 23 de marzo   | 8 de marzo    | 28 de febrero | 19 de marzo   | 4 de marzo  |     |
| 2030   | 24 de marzo   | 16 de marzo | 29 de febrero | 20 de marzo   | 12 de marzo   | 25 de febrero | 16 de marzo   | 8 de marzo    | 28 de marzo   | 13 de marzo |     |
| 2040   | 4 de marzo    | 24 de marzo | 9 de marzo    | 1 de marzo    | 20 de marzo   | 12 de marzo   | 25 de febrero | 17 de marzo   | 8 de marzo    | 21 de marzo |     |
| 2050   | 13 de marzo   | 5 de marzo  | 24 de marzo   | 9 de marzo    | 1 de marzo    | 21 de marzo   | 5 de marzo    | 25 de marzo   | 17 de marzo   | 2 de marzo  |     |
| 2060   | 21 de marzo   | 13 de marzo | 26 de febrero | 18 de marzo   | 1 de marzo    | 9 de marzo    | 14 de marzo   | 6 de marzo    | 25 de marzo   | 17 de marzo |     |
| 2070   | 2 de marzo    | 22 de marzo | 13 de marzo   | 26 de febrero | 18 de marzo   | 10 de marzo   | 22 de marzo   | 14 de marzo   | 6 de marzo    | 26 de marzo |     |
| 2080   | 10 de marzo   | 2 de marzo  | 22 de marzo   | 7 de marzo    | 27 de febrero | 18 de marzo   | 2 de marzo    | 23 de marzo   | 14 de marzo   | 6 de marzo  |     |
| 2090   | 19 de marzo   | 11 de marzo | 2 de marzo    | 15 de marzo   | 7 de marzo    | 27 de marzo   | 18 de marzo   | 3 de marzo    | 23 de marzo   | 15 de marzo |     |
| 2100   | 28 de febrero | —           | —             | —             | —             | —             | —             | —             | —             | —           | —   |

De esta manera la semana completa de fiestas en los próximos años tendrá lugar en las siguientes fechas:
- Del 7 al 15 de marzo de 2026.
- Del 27 de febrero al 7 de marzo de 2027.
- Del 18 al 26 de marzo de 2028.
- Del 3 al 11 de marzo de 2029.
- Del 23 al 31 de marzo de 2030.
- Del 15 al 23 de marzo de 2031.

Entre las curiosidades que depara la variación de las fechas, podemos destacar que el año que más temprano se celebraron las fiestas desde 1945, fue en 2008 cuando tuvieron lugar del 23 de febrero al 2 de marzo; mientras que las más tardías fueron las de 1981, entre el 28 de marzo y el 5 de abril. En los años 1948 y 2032 el Domingo de Magdalena es el 29 de febrero, la singularidad de este día, solo se dará una vez, en todo el siglo XXI.
El único cambio de fecha que ha tenido éxito en los 650 años de la romería es el paso del tercer sábado al tercer domingo de Cuaresma con el objetivo de que, tal vez si se identificaba la fiesta con el día del Señor, cesarían los desmanes que la iglesia no veía correctos en la procesión nocturna. Otros cambios de fecha que han sufrido las fiestas han venido sobrevenidos, principalmente por las malas condiciones meteorológicas. Esto sucedió en 1852 pasando del domingo 14 de marzo al domingo día 28, 1898 pasando al sábado 19 de marzo día de San José, en 1901 pasó al domingo 10 de marzo, en 1903 pasó al jueves 19 de marzo, en 1920 se realizó el lunes siguiente, en 1921 pasó al 6 de marzo y en 1929 al domingo siguiente. Por motivos políticos, para cumplir con la laicidad impuesta por la república la romería pasó a celebrarse en lunes entre 1933 y 1936. Dos veces el cambio ha sido por no coincidir con una cita electoral, en 1893 por las elecciones del 5 de marzo y en el año 2004 con las elecciones generales convocadas para el 14 de marzo por lo que ese año las fiestas se celebraron del 20 al 28 de marzo. Para no coincidir con las fiestas de Valencia la Magdalena de 1949 comenzó el viernes 18 de marzo, dejando al día siguiente libre de actos y continuando con la programación habitual a partir del día de la romería; mientras que las fiestas de 1960 comenzaron el segundo domingo de Cuaresma, 13 de marzo, desarrollando las fiestas de forma inversa a lo habitual, pues el domingo 20 tuvo lugar la romería y las fiestas finalizaron el lunes 21 de marzo.
Debate sobre posibles cambios de fecha
El debate sobre un posible cambio de fechas de las fiestas de la Magdalena se inició tan pronto como las fiestas empezaron a expandirse con nuevos actos y más días de duración a finales del siglo XIX y principios del XX. Una de las primeras propuestas fue volver a celebrar en sábado la romería para permitir a los aficionados taurinos acudir a la corrida del domingo sin faltar a la tradición. Las malas condiciones climatológicas que normalmente dominan el mes de marzo también han sido objeto de reiterados debates tan pronto como en 1901 cuando se propuso unir las fiestas fundacionales con las patronales en su nueva ubicación en el calendario del primer domingo de mayo. Más recientemente, la suspensión a causa de la pandemia de Covid-19 disaparó los rumores sobre un aplazamiento a septiembre de 2020 que las condiciones sanitarias del momento impidieron, al igual que la celebración en sus fachas habituales en 2021. Para septiembre de ese año los rumores aumentaron gracias a la mejor situación epidemiológica y alentados por los numerosos movimientos contrarios a la tradición que el ayuntamiento había formulado en las ediciones anteriores a la crisis que buscaban laicizar las fiestas eliminando su sentido religioso, para lo cual una fecha significativa como el 8 de septiembre cuando se conmemora la firma del Privilegio del Traslado por parte de Jaime I hubiera permitido mantener el sentido histórico de la celebración. El ayuntamiento rechazó los rumores y dijo que las fechas se mantendrían fieles a la tradición en 2022.
El debate es recurrente en la sociedad castellonense, alegando no solo motivos meteorológicos, si no también económicos y turísticos al verse la Magdalena casi siempre opacada por la celebración de las Fallas en Valencia y otros municipios cercanos a la Capital de la Plana que se considera restan atractivo y difusión a la semana de fiestas al ver disminuida la atención de los medios de comunicación, e incluso disminuidos los dispositivos de seguridad pública.

## Semana de fiestas

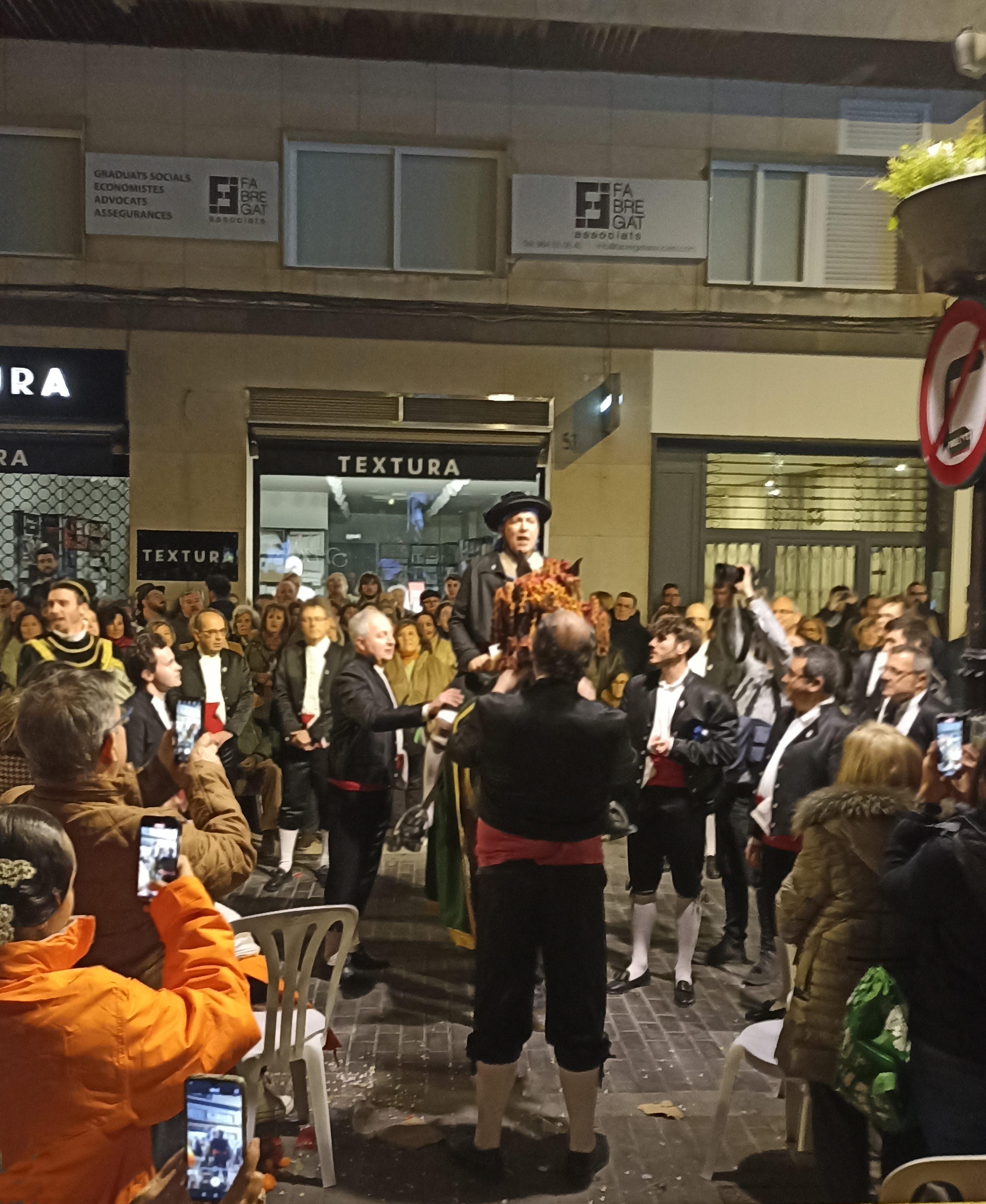
César Agut, pregonero del año 2024 cantando los versos del Pregón

La semana de fiestas se compone de nueve días, en los que se celebran más de 200 actos recogidos en el programa oficial, además de una innumerable cantidad de actos organizados por gaiatas, collas y entes privados por toda la ciudad. Las fiestas de la Magdalena se caracterizan por ser unas fiestas abiertas, participativas y multitudinarias que tienen lugar principalmente en la calle.

### Sábado:De la festa, la vespra
La víspera de la fiesta comienza temprano con la recepción que las autoridades locales brindan en la plaza Mayor a las delegaciones de otras fiestas invitadas y la entrega de reconocimientos a personas e instituciones vinculadas a las fiestas de la Magdalena. Desde allí se dirigen en desfile hacia la plaza del Primer molí para asistir a las 12 del mediodía al Anuncio oficial de fiestas, consistente en el lanzamiento de tantas carcasas pirotécnicas como ediciones cumpla la fiesta desde 1945, seguida de una mascletá a cargo de la empresa pirotécnica ganadora del concurso celebrado el año anterior. Al finalizar las reinas de las fiestas y sus cortes de honor junto a las principales autoridades se desplazan unos metros hasta la estatua de Tombatossals donde los bomberos de la ciudad le imponen el pañuelo magdalenero a la escultura de 20 m de altura. También en ese momento abren al público todas las ferias y mesones gastronómicos que permanecerán abiertos durante toda la semana.
Mientras tanto, la Germandat dels Cavallers de la Conquesta se concentra en la plaza de Na Violant d'Hongría para marchar en un desfile de inspiración medieval a la estatua que el rey Jaime I de Aragón tiene en Castellón. Allí junto a las principales autoridades festeras y políticas se rinde homenaje al rey fundador de Castellón en el que las personas encargadas de representar cada año al rey Jaime y a su esposa Violante leen el Privilegio del Traslado y la sentencia con la que finalizó el primer pleito sobre el señorío de Castellón, documentos que acabaron permitiendo el traslado de la villa a la nueva ubicación, así como se deposita una corona de laurel a los pies del monumento.

#### Cabalgata del Pregón

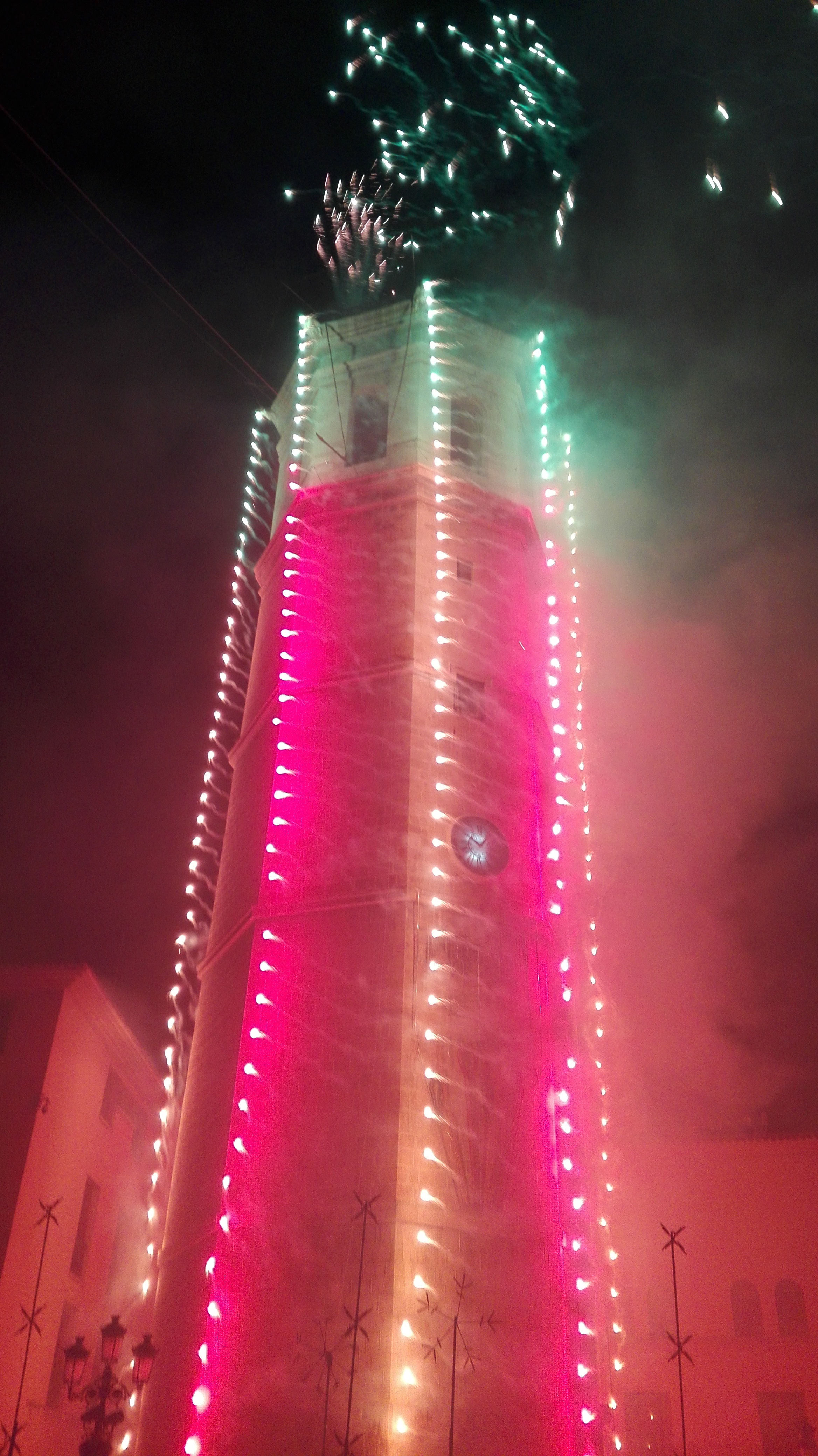
Enfarolà del Campanar

A las 16 tiene su inicio en la calle San Roque el acto más importante del día, la Cavalcada del Pregó, manifestación popular y etnológica donde se resalta la mitología, historia, costumbres y folclore de la ciudad y su provincia recorriendo el centro de la ciudad hasta finalizar en la avenida del Rey. La cabalgata se estructura en varios segmentos que pretenden poner orden a todos los elementos presentes en el desfile. Se inicia con la parte dedicada a la mitología, con un repaso a la leyenda de Tombatossals obra de Josep Pasqual Tirado, de la mano de la Colla del Rei Barbut. A continuación, se entra en la parte de la conmemoración histórica, con la representación de la vida musulmana de la ciudad por parte de la asociación Moros de Alquería, de la reconquista cristiana recreada por la Germandat dels Cavallers de la Conquesta, de la presencia templaria en el término de la ciudad, de la vida de los judíos castellonenses gracias a la Colla l'Aljama, de la repoblación por aragoneses que homenajea la asociación Ecos de Aragón y de los persistentes ataques piratas a la costa castellonense de la mano de la Colla Bacalao. A la parte histórica le sucede la parte que representa a los pueblos de la provincia, en la que la gran mayoría de municipios acuden a la capital para presentar su folclore y sus fiestas populares en la parte más larga y numerosa de cuantas se suceden en el desfile. Posteriormente, se retoma la temática castellonera con la parte dedicada a la «Ciudad y Término de Castellón» en la que muchas asociaciones de la ciudad recrean la vida popular en la ciudad, la marjalería y en el Grao. A esta parte le sigue la más institucional representada por las diferentes comisiones gaiateras con la presencia de los estandartes de cada comisión, la presencia de una pareja de dama y acompañante portando una pica y una canasta de flores y de las típicas grupas en las que cada pareja desfila montada a caballo a la vieja usanza. Les siguen los presidentes de las gaiatas que portan la tradicional Canastilla de la Virgen una cesta gigante repleta de flores que tradicionalmente se ofrenda a la Virgen de Lidón. A continuación desfilan en carroza las representantes de las fiestas de Valencia si es posible, Alicante y ocasionalmente Murcia. Posteriormente aparecen los clarines de la ciudad que junto a los sequiers y prohombres acompañan al pregoner, que en diversos puntos predeterminados del recorrido canta los versos del Pregó escrito en 1947 por el poeta Bernat Artola tras la interpretación de la Marcha de la Ciudad de Matilde Salvador. Para cerrar el desfile la carroza arrastrada por bueyes que transporta a las madrinas, corte de honor y reina de las fiestas y la banda municipal de música que suele tocar la popular canción Magdalena Festa Plena.
Al finalizar el Pregón, tiene lugar alrededor de las 22 horas la Enfarolà del Campanar, acto en el que se instalan elementos pirotécnicos en el principal símbolo de la ciudad que se encienden tras un breve espectáculo y finaliza con el descubrimiento por parte de los bomberos de una gran bandera local con el cartel anunciador de las fiestas presente en el centro de la cuatribarrada.

### Domingo:Magdalena festa plena
El día grande de las fiestas comienza a las 6:30 de la mañana con una gran Despertà con elementos pirotécnicos que se hace sentir en toda la ciudad y el volteo de la campana Vicent del Fadrí.

#### Romería de las Cañas

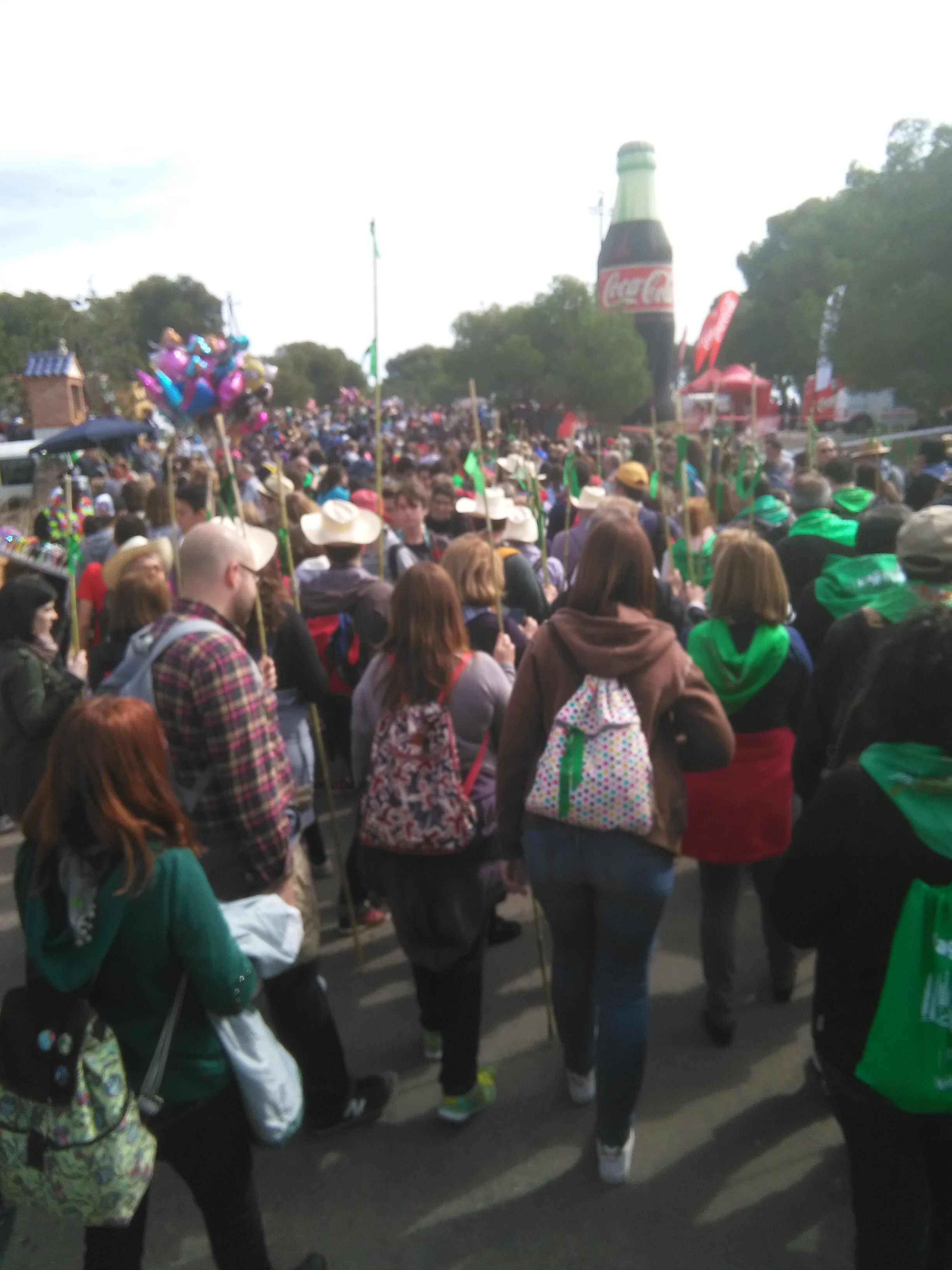
La Romería a su llegada al cerro de la Magdalena

A las 7 empieza el reparto de la tradicional caña con la que se recorre la Romería de les Canyes, aunque la romería oficial no se inicia hasta las 8 con la llamada Misa de romeros en la Concatedral, tras la cual salen en procesión los presidentes y madrinas de gaiatas, diversos elementos folclóricos, el clero local portando una reliquia de Santa María Magdalena, las reinas de las fiestas y el Ayuntamiento en pleno junto a diversas autoridades invitadas. La procesión finaliza en la plaza del Primer Molí, donde tradicionalmente se acababa el casco urbano de Castellón y empezaban los caminos rurales que conducen a la ermita de la Magdalena. 
A mitad de camino, se encuentra la ermita de Sant Roc de Canet donde es costumbre parar para descansar y almorzar la tradicional figa i doset.
El camino prosigue hasta la Ermita de la Magdalena, donde, cuando llegue la romería oficial, se celebrará una misa solemne en el ermitorio y se repartirán los tradicionales rotllos otro de los símbolos de la fiesta. A continuación una monumental paella espera a ser degustada por todos los romeros, que acostumbran a almorzar de nuevo en los alrededores de la ermita.
La tradición marca que una vez se llegue al monte de la Magdalena se debe visitar la ermita y cantar los Gozos, subir a la torre de la ermita a tocar la campana, la cual nunca debe dejar de sonar si no se quiere que la mala suerte aceche la ciudad durante el año siguiente, visitar las ruinas de Castell Vell y observar la denominada Sang dels Moros, supuestos restos de sangre dejados por musulmanes en una roca tras una revuelta contra los cristianos habitantes del Castillo.
A la Magdalena también se puede acceder por otros medios de transporte, a los tradicionales caballos se han sumado los motocarros o carromatos, furgonetas u otros vehículos modificados por las collas para representar elementos típicos de la ciudad, como las ermitas del término, alquerías típicas de la marjal o la Panderola. También se puede acceder en coche, en autobús con líneas especiales desde la Plaza de la Independencia y en tren gracias al servicio especial que organiza Renfe desde la estación de Castellón hasta el apeadero de Las Palmas.
La Tornà de la Romería y la Procesión de Penitentes
La llamada Tornà de la Romería, es la romería de vuelta desde el ermitorio de la Magdalena a la ciudad. Esta tradición se perdió durante varios años, hasta que a finales de los años 80 fue recuperada por la Colla El Pixaví. Comienza a las 15:45 en la explanada de la ermita y en aproximadamente una hora llega a la ermita de Sant Roc de Canet donde se celebra un pequeño acto religioso; a continuación prosiguen por el Caminàs hasta el convento que las Carmelitas Descalzas mantienen donde son recibidos por la madre superiora y se entonan los gozos, tras ello, visitan la vecina nueva residencia de la tercera edad regentada por las monjas Hermanitas de los Ancianos Desamparados, conocida popularmente como el nuevo Asilo. Justo enfrente se encuentra la basílica de la Virgen de Lidón, donde los romeros son recibidos a las 18 de nuevo por las autoridades municipales y los priores de la Basílica y de la Cofradía, allí en un breve acto religioso se entonan los gozos de virgen y la Salve. Tradicionalmente la Tornà hacía una parada para rezar en cada ermita que encontraba en su camino de las muchas que jalonan el Caminàs, y esta tenía un carácter marcadamente penitencial que ha perdido por uno más festivos gracias a las rondallas y collas de dolçainers i tabaleters que les acompañan. La romería se encamina por el camino de la Plana hasta el popularmente conocido como Forn del Pla en la calle San Roque.
En este punto se recompone la romería para convertirse en un desfile encabezado por los carromatos de las collas participantes en el concurso de carros engalanados, seguidos por el clero local, la Colla el Pixaví portando una colección de gaiatas de mano recuperadas de las tradiciones anteriores a la Segunda República, el Ayuntamiento en pleno y bajo mazas y la Germandat dels Cavallers de la Conquesta, que se ha ganó el honor de participar en este momento al tener una estructura similar a las comisiones gaiateras al disponer de Dames de Companya y Na Violant d'Hongría pero no construir monumento gaiatero.
A continuación del desfile de la Tornà comienza la Procesión de Penitentes, tradicionalmente la primera procesión de Semana Santa en España, aunque no se exhiben imágenes religiosas. La encabezan varias carrozas donde mujeres representan los actos de la Pasión de María Magdalena, tras ellas se abre paso la Cofradía de la Purísima Sangre, donde se integran las tres niñas y el niño que representan a la Virgen María, a Santa María Magdalena, María de Cleofás y al Discípulo San Pedro, que representan el acto de las Tres caigudes, consistente en que los niños se arrodillan ante el Cristo crucificado de la Cofradía tres veces en tres puntos diferentes del recorrido, el Forn del Pla, ante la tribuna de autoridades en la Puerta del Sol y ante la puerta de la Concatedral en la plaza Mayor. Tanto desfile como procesión finalizan tradicionalmente su recorrido en la Concatedral, aunque en los últimos años se desvía su camino para hacerlo coincidir con el recorrido oficial del desfile posterior, por lo que finalizan en la avenida del Rey, además raros años el Ayuntamiento prosigue la marcha y no finaliza en la tribuna desde donde presidirán el desfile de gaiatas.
Desfile de gaiatas
El desfile de gaiatas conocido popularmente como la Processó es el segundo acto más importante del día tras la Romería, en él las 19 comisiones de sector muestran sus gaiatas a la ciudadanía por las calles de la ciudad. Se inicia a continuación de la Procesión de Penitentes en la calle San Roque y finaliza en la avenida del Rey. El desfile es encabezado por una gaiata patrocinada por la Fundación Caja de Ahorros de Castellón, que conserva la tradición de les Xiquetes del Meneo por el cual un grupo de niñas de hasta 3 años de edad y con un pomposo vestido blanco son atadas al monumento para que desfilen en su frente; tras esta gaiata, las otras 19 desfilan en orden inverso a su numeración, encabezadas por su gaiata infantil y su gaiata major, los estandartes de las comisiones, las damas infantiles y la comisión infantil con el presidente infantil, las damas mayores, la madrina y la comisión adulta junto al presidente o presidenta. Para este acto las gaiatas suelen invitar a comisiones festeras de otras ciudades, normalmente pueblos de la provincia, Valencia y su provincia, Alicante, Murcia o incluso Albacete o Zaragoza. Durante todo el desfile son frecuentes los llamamientos del público a damas y madrinas para que efectúen la conocida como volteta es decir, dar una vuelta apoyadas en su caña para mostrar a los demandantes su traje de castellonera. Todas las gaiatas desfilan acompañadas por una banda de música de la provincia interpretando únicamente el Rotllo i Canya, himno oficial de las fiestas y popular del a ciudad. Termina el desfile con la aparición de la Gaiata de la Ciutat, la gaiata major ganadora del concurso del año anterior, acompañada por las damas de la ciudad y reina infantil, las damas de la ciudad mayores y reina de las fiestas y los miembros de la Junta de Fiestas. 

### Lunes de Magdalena
El llamado Lunes de Magdalena es uno de los dos días de fiesta local declarados por el Ayuntamiento para el municipio. Este día clausura la trilogía de días más protocolarios y abre paso a una semana de fiestas mucho más libre y participativa. Hace unos años se pretendió darle a este día un carácter más infantil debido a la celebración del Pregón infantil por la mañana, pero los intentos fracasaron al toparse con tradiciones extraoficiales muy asentadas entre la ciudadanía, como el acostumbrar a ir a comer de restaurante llenando los establecimientos locales y de poblaciones vecinas. Aparte de los dos actos principales que se exponen más abajo, este día destaca por el lanzamiento de la primera mascletà de concurso, por la única visita pública organizada al año a El Fadrí por la Colla el Pixaví y por dedicarse conciertos de grupos locales tanto de música tradicional como de más moderna y comercial.
Desfile de carros engalanados y Cabalgata infantil

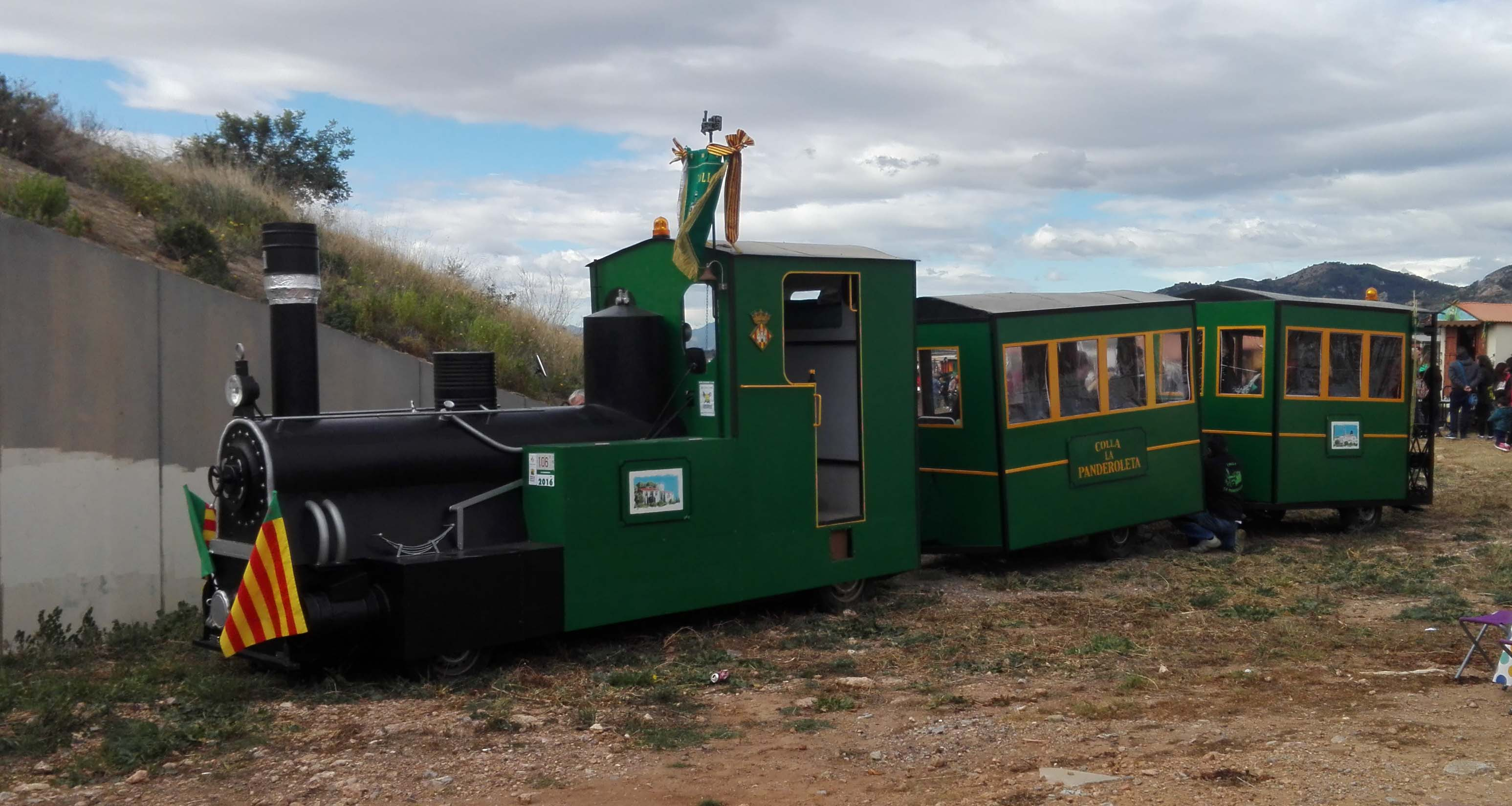
Carromato con la forma de La Panderola, una de las formas típicas que pueden tomar estos medios de transporte típicos

El día empieza a las 10:30 con el desfile oficial de carros engalanados o carromatos participantes en el concurso que se celebra todos los años para premiar a estos peculiares vehículos típicos. A continuación desfilan las comisiones infantiles de las gaiatas, el pregoner infantil que entona el Pregó dels Xiquets de Castelló y la reina infantil de las fiestas y sus Damas de la Ciudad en una carroza tirada por bueyes. Posteriormente desfilan los más pequeños de las collas en carrozas, las secciones infantiles de los grupos de baile locales, colegios y otros centros escolares a pie o en carroza y los miembros más pequeños de las asociaciones de vecinos u otras entidades locales. El desfile se cierra ya pasado el mediodía con una muestra de animación infantil por parte de un grupo de teatro local o miembros de gaiatas o collas.
Encesa de les Gaiates
A las 20 de la tarde tiene lugar la Encesa de les Gaiates, un espectáculo en el que se encienden todas las gaiatas en un mismo lugar para que puedan ser contempladas por toda la ciudadanía antes de ser llevadas a su sector.

### Actos oficiales el resto de semana
Son muchos los actos festivos que se celebran en toda la ciudad durante la semana magdalenera, muchos de ellos con continuidad durante varios días. Abajo se resumen los actos más destacados del programa oficial que se celebran entresemana.
- Mesón de la Tapa y la Cerveza
- Mesón del Vino
- Mesón de la Cerveza Artesana
- Festival de Pirotecnia Ciutat de Castelló
- Feria Taurina de la Magdalena
- Concurso de Mascletás Ciutat de Castelló
- Magdalena Circus
- Teatro valenciano
- Homenaje a Na Violant d'Hongría
- Entrega de Premios de Gaiatas y Llibrets
- Nit Màgica
- Conciertos
- Tombacarrers
- Fira Alternativa
- Coso Multicolor
- Intersolfa Festival Internacional de Música de Fiesta
- Desfile Internacional de Animación

### Actos populares en la semana de fiestas
A lo largo de la semana festiva, gaiatas, collas, asociaciones de todo tipo y empresas privadas celebran multitud de actos por toda la ciudad que quedan excluidos del programa oficial de fiestas. Entre estos actos destacan los días de juegos infantiles, los concursos y eventos gastronómicos, las despertàs, las chocolatadas populares, los pasacalles, las verbenas-conocidas oficialmente como sopar de pa i porta y popularmente como cenas de sobaquillo-, conciertos de orquestas o dj's y mercadillos de paraetas.

### Último sábado
Ofrenda de Flores a la Virgen de Lidón
Ofrenda de flores a la Virgen de Lidón, patrona de la ciudad. Uno de los actos más emotivos de las fiestas los hombres de la Gaiata 1, realizan un tapiz floral con las flores portadas por las personas que se acercan a su basílica.
El trayecto es el siguiente: plaza Mayor, calle Mayor, plaza Maria Agustina, avenida de la Mare de Deu del Lledó, donde finalmente encontramos la Basílica.

### Último domingo:Magdalena Vítol!
Día final de la fiesta
Desfile Final de Fiestas y Traca final
Traca que recorre las calles principales del centro de Castellón. Los más atrevidos, corren delante de ella.
Magdalena Vítol!
Al finalizar la traca, en la plaza Mayor, las reinas de las fiestas gritan desde el balcón del ayuntamiento: Magdalena y el público responde desde abajo: Vítol!, dando por finalizadas las fiestas de ese año y comenzando los previos a las del año siguiente.

### Semana de deportes
La semana magdalenera también es aprovechada para celebrar competiciones y demostraciones de los más variados deportes, como colombicultura, pelota valenciana, billar, frontenis, hípica, pesca o senderismo entre otros. Además, si los partidos de local de los principales clubes deportivos de la ciudad coinciden con las fiestas fundacionales, los equipos organizan actos festivos y ponen a la venta entradas a precios populares para asegurar una gran asistencia más alta de lo normal a los eventos.
Campeonato Mundial de Boli
De entre todos los deportes que se practican la semana de fiestas, destaca el Boli, un deporte tradicional de la ciudad recientemente recuperado y popularizado por las collas.

## Año festero
El año festero comienza tras la celebración oficial del Magdalena Vítol!. Tradicionalmente, tras la celebración desde el balcón del Palacio Municipal, la reina se acercaba a la puerta de la Torre campanario y volvía a repetir el acto para inaugurar el nuevo año festero.
Realmente, el fin del año festero se produce en torno al 10 de julio, festividad de San Cristóbal uno de los patrones de la ciudad en la que se organizan actos religiosos y festivos en los que participan por última vez las representantes de la Magdalena del año en curso. A partir de esa fecha, las gaiatas eligen a su madrina, madrina infantil y presidente infantil y sus damas y damos acompañantes. El último viernes de ese mes, la Junta de fiestas celebra una reunión extraordinaria donde elige a la reina de las fiestas y reina infantil de las fiestas y sus cortes de honor y les informa de la noticia mediante una llamada telefónica a casa de las agraciadas realizada por el alcalde o alcaldesa.
Alrededor del día 8 de septiembre, aniversario de la entrega de la Carta Puebla a Castellón por parte del rey Jaime I, aunque dependiendo de las fecha en la que caigan las fiestas del año siguiente, tiene lugar el acto de Imposición de bandas en el Teatro Principal en el que se entrega a las madrinas de las gaiatas, Na Violant d'Hongría, damas de la ciudad y reinas de las fiestas la banda que acredita su posición de honor durante los festejos. Este acto marca el inicio de las 19 presentaciones de gaiata en la que cada uno de los diversos sectores en los que se divide la ciudad presenta a sus madrinas y damas a la sociedad en una acto celebrado en el Palau de la Festa los sábados siguientes, excepto en navidades y los días grandes de las Fallas de Valencia si coinciden. Tres sábados antes del inicio de las fiestas tiene lugar el acto de Homenaje a las Comisiones de Sector en el que la Junta de fiestas y la Comisión Gestora de Gaiatas reconocen la labor de damas y damos así como las tareas realizadas por los miembros de cada gaiata durante el año festero. El siguiente sábado se dedica al acto de la Galanía a la reina donde se homenajea a la reina de las fiestas con escritos poéticos en la figura del galantejeador y ofrendas florales por parte de las más diversas instituciones locales, autonómicas y nacionales. Durante las dos semanas previas a las fiestas, suelen realizarse los bautizos de la gaiata en el Almacén de las Gaiatas o Matadero, en el que la madrina mayor y la madrina infantil imponen un nombre a sus respectivos monumentos y descorchan una botella de cava brindando para desear suerte en el concurso de gaiatas.
Las gaiatas y collas también participan de otras fiestas celebradas en la ciudad. Su presencia hace posible la Cabalgata de los Reyes Magos del 5 de enero de todos los años; participan de la Semana Santa castellonense, algunos con su propia cofradía como son els Cavallers con la Cofradía de Santa María Magdalena; dan realce a la procesión en honor a la Virgen de Lidón en sus fiestas patronales el primer domingo de mayo; colaboran con las Festes de carrer que se celebran en sus sectores e incluso la Gaiata 12 organiza las Fiestas de San Pedro del Grao convirtiendo a sus madrinas en las reinas de las fiestas graueras la semana del 29 de junio.
Fuera de esas fechas, las distintas comisiones gaiateras acostumbran a realizar multitud de actos y actividades, tanto para el público en general como para ellos mismos, destacando la venta de Lotería de Navidad, del Niño y de otras fechas destacadas en el calendario; y la venta del llibret libro que incluye artículos sobre historia o curiosidades del sector o de la fiesta, la presentación de madrinas y damas así como de la comisión y el programa de fiestas paralelo al oficial que organiza cada gaiata en la carpa instalada en su sector.

## Entes festivos
El llamado Món de la festa está compuesto por numerosas personas organizadas en dos tipos de asociaciones: las gaiatas y las collas. Al frente de todas ellas se sitúa la Junta de Festes de Castelló organismo dependiente del Patronato de Fiestas del Ayuntamiento que está presidido por el alcalde delegando en el concejal de Fiestas. La Junta es un ente dependiente de la presidencia Patronato que colabora y ayuda en la organización y protocolo, que elige a su presidente y vocales de forma democrática desde 1989, con el voto de unas 130 personas que incluyen políticos; antiguos miembros de la Junta de fiestas; representantes de gaiatas, collas, entes vinculados, festes de carrer, cofradías de Semana Santa, de asociaciones de vecinos, consejos municipales y de otras entidades relacionadas con la fiesta y con la ciudad. que propone al Patronato Municipal de Fiestas a un equipo de 12 colaboradores de gestión. Posteriormente los entes festeros proponen a otros 12 miembros colaboradores. Estas 25 personas componen la Junta de Fiestas.

### Gaiatas

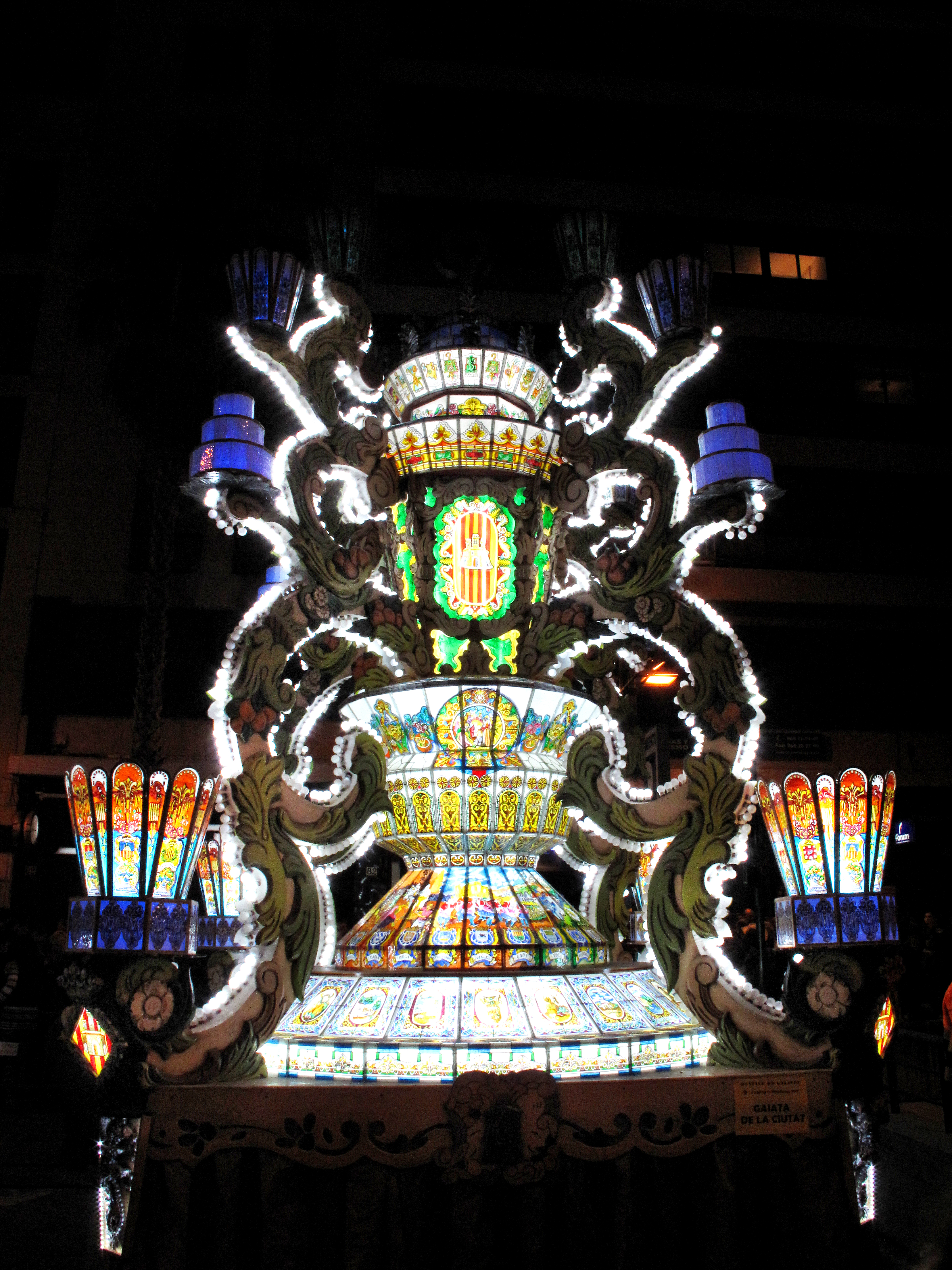
Gaiata de la Ciudad 2012, ganadora del Concurso de Gaiatas 2011 por la Gaiata 15

Como se ha venido explicando, el término gaiata no solo se aplica al monumento que da sentido a la fiesta, sino que por extensión engloba a las personas que hacen posible su existencia, la llamada comisión, y a la zona a la cual pertenecen, el sector. Cuando se inició la fiesta en 1945 se crearon doce gaiatas, once en el casco urbano de Castellón y la decimosegunda en el Distrito Marítimo. A mediados de los años 80 se crearon otras siete gaiatas, unas absorbiendo el crecimiento urbano de la ciudad y otras al desgajarse de gaiatas existentes con un sector muy grande. Desde ese momento ha habido muchos intentos por crear la llamada Gaiata 20 aunque ninguna ha llegado a prosperar; el intento más reciente lo realizó la asociación de vecinos del Raval Universitari que tenía todo listo para crearse en 2015 pero la Junta de Fiestas no la reconoció. Desde principios de los 1990 las gaiatas están reconocidas oficialmente como asociaciones culturales dejando de estar en el limbo legal en materia de personalidad jurídica y pago de impuestos. Cada gaiata tiene un número identificativo de su sector no correlativo con la zona si no con la fecha de su creación, un nombre impuesto a finales de los años 70 que recoge las características de su sector y un emblema que muestra elementos festivos o característicos del sector. Durante la semana grande cada gaiata exhibe su monumento en un lugar representativo de su sector y normalmente instala una carpa donde celebra sus actos festivos, el resto del año la gaiata realiza sus actividades en el llamado cau gaiater el local social de la asociación.
Las gaiatas hacen valer sus intereses como grupo con la llamada Comisión Gestora de Gaiatas, un órgano independiente que vela por la viabilidad de las diferentes asociaciones y su respeto a la fiesta tradicionalmente instituida.
Los 19 gaiatas en las que se divide la ciudad son las siguientes:
- Gaiata 1 Brancal de la Ciutat
- Gaiata 2 Fadrell
- Gaiata 3 Porta del Sol
- Gaiata 4 L'Armelar
- Gaiata 5 Hort dels corders
- Gaiata 6 Farola-Ravalet
- Gaiata 7 Cor de la Ciutat
- Gaiata 8 Portal de l'Om
- Gaiata 9 L'Espartera
- Gaiata 10 El Toll
- Gaiata 11 Forn del Pla
- Gaiata 12 El Grau
- Gaiata 13 Censal
- Gaiata 14 Castàlia
- Gaiata 15 Sequiol
- Gaiata 16 Rafalafena
- Gaiata 17 Tir de Colom
- Gaiata 18 Crèmor
- Gaiata 19 La Cultural

### Collas
Agrupación de personas las cuales festejan en una local alquilado o no. Las collas tienen un nombre determinado. En el año 1999 solo había 18 collas, a día de hoy hay unas 200.
Sirven de punto de encuentro de amigos y familiares para celebrar la semana de fiestas.

### Entes vinculantes
- Federació Gestora de Gaiates.
- Federació de Colles
- Germandat dels Cavallers de la Conquesta
- Moros d'Alquería
- Colla del Rei Barbut
- Colla de Dolçainers i Tabaleters de Castelló

### Casa Regionales
La Junta de Fiestas reconoce varias casas regionales de la Comunidad Valenciana en el exterior el privilegio a nombrar a una mujer gaiatera con derecho a banda, tratamiento protocolario de dama de la ciudad durante la semana festera y a presentarse a reina o dama de la ciudad al año siguiente de su representación. Actualmente las casas regionales reconocidas son:
- Casa Valencia en Barcelona
- Casa Valencia en Madrid
- Casa Valencia en Zaragoza
- Casa Valencia en Navarra